# متحف أونتاريو الملكي
متحف أونتاريو الملكي (بالإنجليزية: Royal Ontario Museum)‏، هُو متحف فني يقع في مدينة تورونتو في أونتاريو في كندا. يُعد المتحف واحدا من أكبر المتاحف في أمريكا الشمالية والأكبر في كندا، ويستقطب سنويا أكثر من مليون زائر، لذلك يُعد المتحف الأكثر زيارة في كندا ‏. يقع المتحف شمال كوينز بارك، في منطقة جامعة تورنتو، بحيث يُطل مدخله الرئيسي على شارع بلور [الإنجليزية].
أُنشئ المتحف في 16 أبريل 1912، وافتتح رسميا في 19 مارس 1914. على مدى وجوده، حافظ المتحف على علاقة وثيقة مع جامعة تورنتو طوال تاريخه، يتم من خلالها تشارك الخبرات والموارد بين المؤسستين. إلى غاية 1968، كان المتحف يُدار بشكل مُباشر من جامعة تورنتو. لكن بعد هذا التاريخ أصبح المتحف وكالة مستقلة تابعة لحكومة أونتاريو [الإنجليزية]. يُعد المتحف حاليا أكبر مؤسسة بحثية في كندا.
تُعرض داخل المتحف أكثر من 6 ملايين قطعة فنية ضمن 40 معرضًا، تُغطي كافة روافد الثقافة العالمية والتاريخ الطبيعي. يحتوي المتحف أيضا على مجموعة من بقايا الديناصورات والمعادن والنيازك، إضافة إلى تحف تاريخية كندية وأوروبية، إلى جانب قطع فنية من الفن الأفريقي وفن بلاد الرافدين وفنون دول شرق آسيا. يضم المتحف أيضا أكبر مجموعة في العالم من الحفريات من برغس شايل بعدد يفوق 150 ألف عينة. يحتوي المتحف أيضًا على مجموعة واسعة من التصاميم والمنسوجات والمنحوتات والزخارف.

## تاريخ
أُنشئ متحف أونتاريو الملكي رسميًا في 16 أبريل 1912، وكان يُدار حينها بشكل مشترك بين حكومة أونتاريو [الإنجليزية] وجامعة تورنتو. خلال السنوات الأولى بعد الإنشاء، أتت غالبية المعروضات بالمتحف من الجامعة ومن وزارة التعليم الكندية [الإنجليزية]، إلى جانب معروضات أخرى أتت من متحف التاريخ الطبيعي والفنون الجميلة الذي كان مقره في مدرسة تورنتو للأساتذة [الإنجليزية]. في 19 مارس 1914، افتتح الحاكم العام لكندا حينها الأمير آرثر متحف أونتاريو الملكي رسميًا أمام العموم. شُيد المبنى الأصلي للمتحف على طول ممشى الفيلسوف [الإنجليزية] بالقُرب من جامعة تورنتو، في منطقة بعيدة عن منطقة الأعمال المركزية بالمدينة، حيث يُطل المدخل الرئيسي للمتحف على شارع بلور [الإنجليزية]. بلغت تكلفة المرحلة الأولى من مشروع تشييد المتحف 400 ألف دولار كندي، وذلك كمرحلة أولى من مشروع بناء المُتحف المُكون من جُزئين.

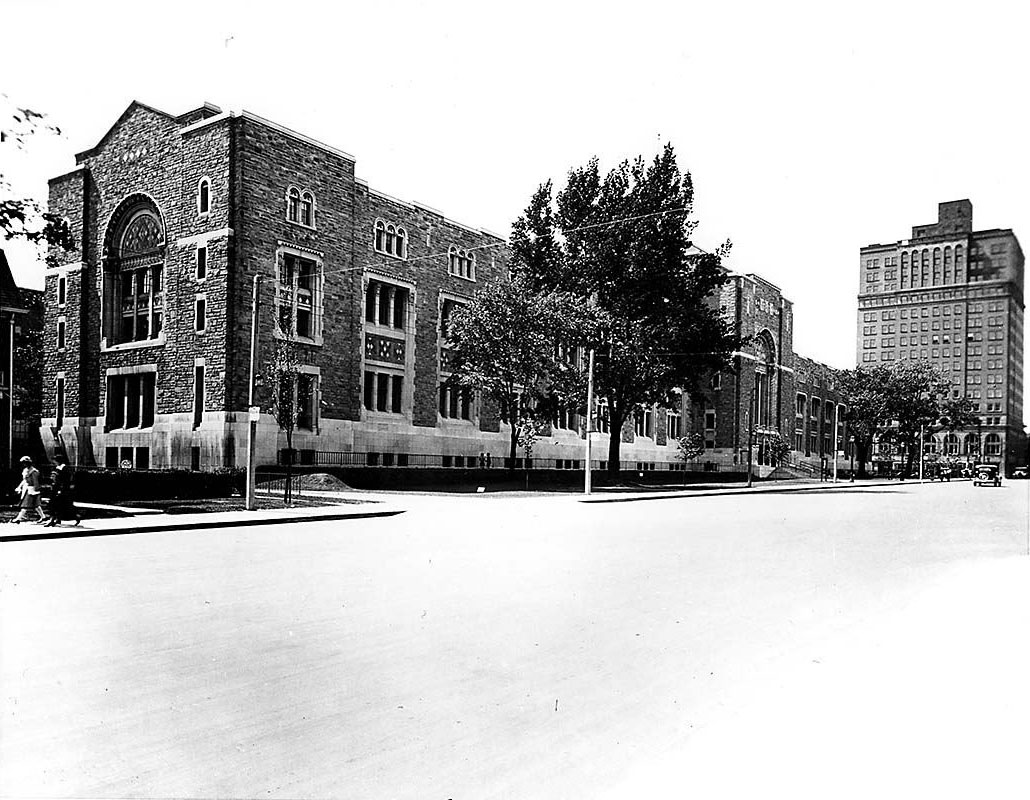
صورة لمبنى متحف أونتاريو الملكي التُقطت في ثلاثينيات القرن الماضي.

خضع متحف أونتاريو الملكي لعملية توسعة وتجديد افتُتح بعدها مُجددا في 12 أكتوبر 1933، وقد بلغت تكلفة الأشغال حوالي 1.8 مليون دولار كندي. تم خلال هذه التوسعة تجديد الجناح الشرقي للمتحف، وهدم مبنى آرجيل هاوس. اعتُمد في هذا المشروع بشكل أساسي على مواد بناء محلية الصنع، كما تمت الاستعانة بفُرق من العُمال القادرين على حفر أساسات المبنى يدويًا، وذلك بسبب تصادف مشروع التوسعة مع أزمة الكساد الكبير. كان يتم التبديل بين فرق العمل بشكل دوري، نظرا لطبيعة الأشغال الشاقة والمُرهقة.
في 1947، تم حل متحف أونتاريو الملكي باعتباره شخصية اعتبارية، ونُقلت جميع الأصول لتُصبح في ملكية جامعة تورنتو. ظل المُتحف جزءًا من الجامعة إلى غاية سنة 1968، عندما فُصل المُتحف وقبة ماكلافلين الفلكية [الإنجليزية] عن الجامعة وأُدمجوا في مؤسسة جديدة.
في 26 أكتوبر 1968، نُقلت قبة ماكلافلين الفلكية إلى الجانب الجنوبي من مبنى المُتحف، بعد تلقي إدارة المؤسسة تبرعا بقيمة مليوني دولار كندي من رجل الأعمال صامويل ماكلافلين. في ديسمبر 1995، أغلقت إدارة المتحف قبة ماكلافلين بسبب خفض حكومة أونتاريو لميزانيتها المُوجهة للمتحف. أعيد فتح القبة مؤقتًا خلال الفترة من 1998 إلى 2002، بعد أن استأجرها متحف الأطفال [الإنجليزية]. في 2009، باعت إدارة المتحف قبة ماكلافلين الفلكية لجامعة تورنتو مقابل 22 مليون دولار كندي، وأصبحت تُستخدم في الأغراض المؤسسية والأكاديمية.

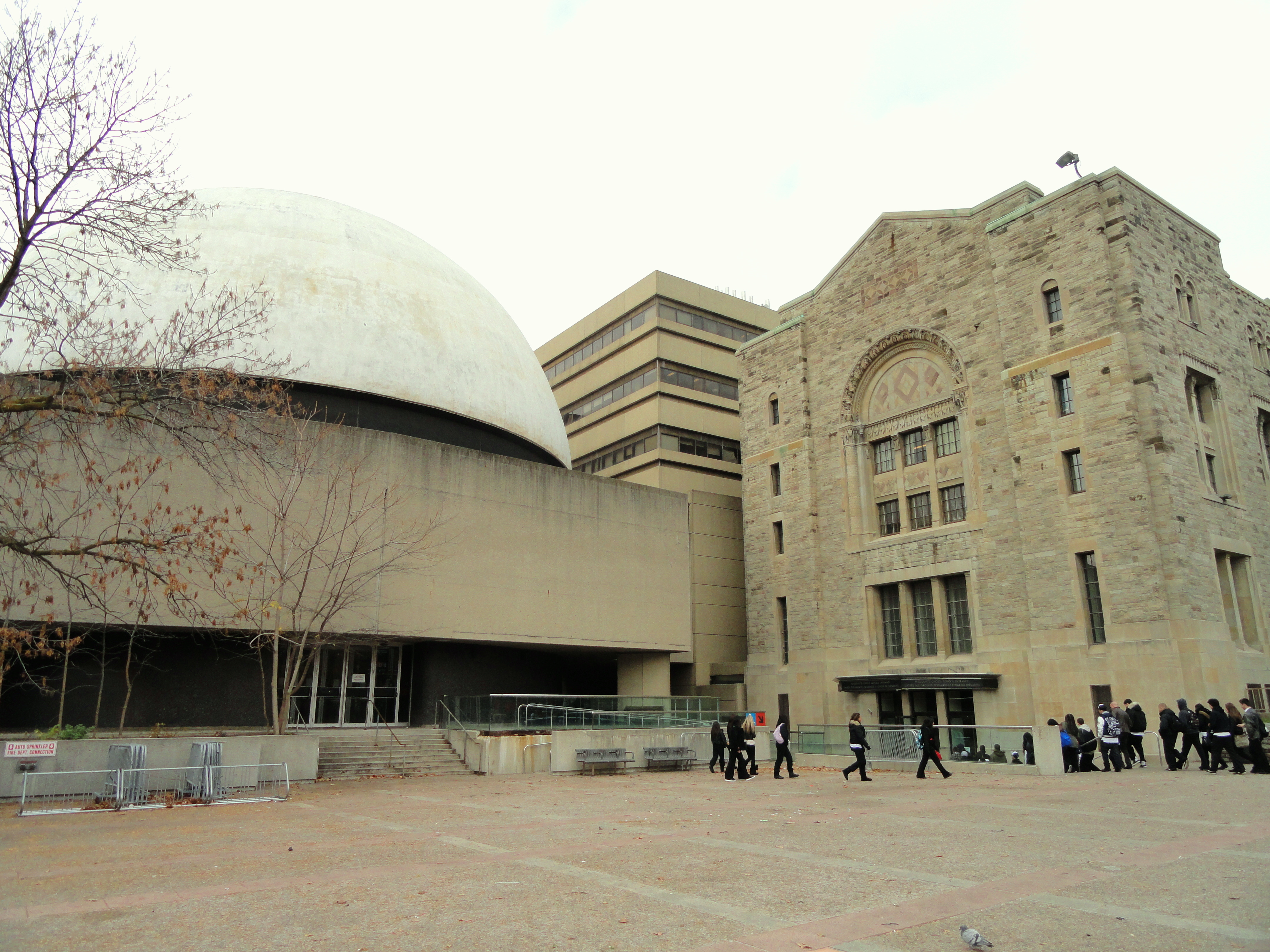
صورة لمبنى قبة ماكلافلين الفلكيةبجانب متحف أونتاريو الملكي.

جرت التوسعة الثانية للمُتحف خلال الفترة من 1978 إلى 1984، حيث شُيدت مصطبة معارض الملكة إليزابيث الثانية على الجانب الشمالي من المبنى، بينما بُني مركز تنظيم المعارض بالجهة الجنوبية لمبنى المتحف. لفسح المجال أمام هذه التوسعة، أُزيلت حديقة صينية وهُدم مطعم كانا مُجاورين لمبنى المتحف. افتتحت الملكة إليزابيث الثانية المبنى في حُلته الجديدة سنة 1984، وقد بلغت ميزانية التوسعة 55 مليون دولار كندي. حاز تصميم مشورع التوسعة على جائزة الحاكم العام الكندي للهندسة المعمارية [الإنجليزية].
في 1989، احتج نشطاء حول إقامة معرض "في قلب إفريقيا" بالمتحف، حيث قالوا بأن المعرض يُساهم في تكريس صور نمطية عرقية عن الأفارقة. أجبرت هذه الاحتجاجات المُنسقة جيان كانيزو على الاستقالة.
بدءًا من 2002، خضع المتحف لمشروع تجديد كبير أُطلق عليه اسم "نهضة متحف تورنتو الملكي". ساهمت الحكومة الكندية وحكومة أونتاريو بمبلغ 60 مليون دولار في المشروع، وتبرع مايكل لي شين [الإنجليزية] بمبلغ 30 مليون دولار. هدف المشروع الجديد إلى زيادة العدد السنوي للزوار من 750 ألف زائر إلى ما بين 1.4 و1.6 مليون زائر، إضافة إلى خلق فرص تمويل إضافية لدعم أبحاث المتحف وأعمال الصيانة والترميم والمعارض والبرامج العامة التعليمية. تركز مشروع التوسعة على إنشاء هيكل بلوري وفق الطراز المعماري التفكيكي سُمي هيكل مايكل لي شين. صُمم الهيكل الجديد على يد المهندس المعماري دانيال ليبسكيند، وقد اختير تصميمه من بين 50 متأهلاً للتصفيات النهائية في مسابقة دولية للهندسة المعمارية. لبناء الهيكل الجديد، أُزيلت مصطبة معارض الملكة إليزابيث الثانية، بينما أُبقي على مركز تنظيم المعارض بالجهة الجنوبية للمبنى. تضمن المشروع أيضا تطوير صالات العرض داخل المتحف وباقي المرافق، إلى جانب فتح مساحات عرض جديدة. افتُتحت المرحلة الأولى من هذا المشروع في 26 ديسمبر 2005، حيث حملت اسم "عشرة معارض مُبتكرة في المباني التاريخية". افتُتح بعدها بأقل من 18 شهرًا هيكل مايكل لي شين الجديد، وذلك في 2 يونيو 2007. بلغت التكلفة الإجمالية للمشروع حوالي 270 مليون دولار كندي.
في 20 يونيو 1973، أدرجت حكومة بلدية تورنتو [الإنجليزية] المبنى الأساسي للمتحف في سجل التراث البلدي، وذلك بموجب الفقرة الرابعة من قانون التراث في أونتاريو [الإنجليزية].

## المباني والعمارة

### المبنى الأساسي والجناح الشرقي

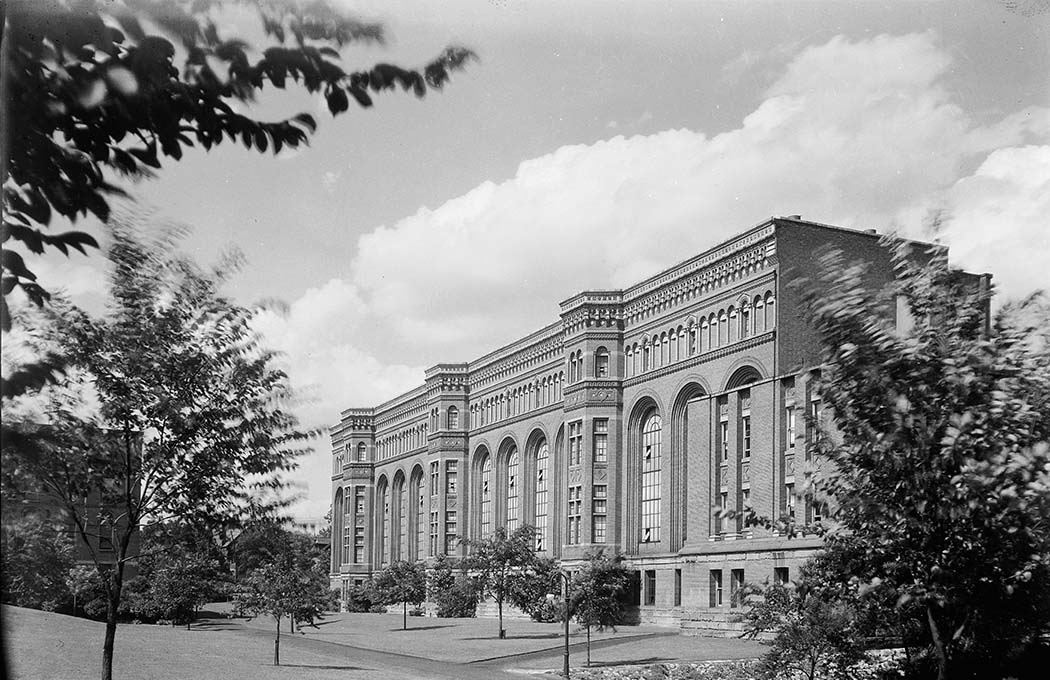
صورة لمبنى المتحف التُقطت سنة 1922.

صُمم المبنى الأساسي (الجناح الغربي للمُتحف حاليا) لمتحف أونتاريو الملكي على يد المُهندسين المعماريين فرانك دارلين وجون بيرسون [الإنجليزية]، وذلك وفقا للطرازين المعماريين الرومانسكي والإيطالي. تتخلل المبنى نوافذ مقوسة دائرية ومجزأة، بينما استُعين بأنماط أخرى من الزخارف مثل الكوينات [الإنجليزية] والأفاريز [الإنجليزية] من أجل تزيين المبنى.
صُمم الجناح الشرقي المُقابل لكوينز بارك على يد الثنائي ألفريد تشابمان وجيمس أوكسلاي [الإنجليزية]. افتُتح هذا الجناح سنة 1933، ونُقلت له معروضات المتحف من الزخارف، كما أُضيفت له في تصميمه روطندة مُستوحاة من العمارة البيزنطية ومدخلا رئيسيا جديدا. استُعين في إنشاء الجناح الشرقي بذات نوعية الطوب الأصفر المُستعملة في بناء المبنى الأساسي سنة 1914، مع إدراج تفاصيل معمارية إيطالية طفيفة في هندسة واجهة الجناح الجديد. اعتُمد في تصميم الجناح الشرقي على الطراز المعماري البيزنطي الجديد الجديد، من خلال تصميم نوافذ ثلاثية تُغطيها أقواس متداخلة، وإنشاء زخارف مختلفة الألوان مُرتبة في مجموعة متنوعة من الأنماط. يأتي هذا الانتقال في التصميم المعماري من النمط الإيطالي المستوحى من الطراز الروماني إلى الطراز المعماري البيزنطي مواكبة لانتقال غالبية مباني أمريكا الشمالية من العمارة الرومانية إلى العمارة البيزنطية. تحتوي أيضا واجهة الجناح الجديد على عناصر من الطراز المعماري القوطي الحديث كالمنحوتات البارزة والغراغيل والتماثيل. غُطي غالبية سقف روطندة الجناح ببلاط زجاجي مطلي بالذهب [الإنجليزية]، كما زُين كذلك بفسيفساء مُلونة وصور لحيوانات حقيقية وأخرى أسطورية.
كتب آي. إس. ماذرز في مجلة المعهد الملكي الكندي للهندسة المعمارية [الإنجليزية] عن المتحف سنة 1933:
في 20 يونيو 1973، أدرجت حكومة بلدية تورنتو [الإنجليزية] المبنى الأساسي والجناح الشرقي الجديد للمتحف في سجل التراث البلدي. في 2005، خضع المتحف لعملية ترميم وتجديد واسعة لمرافقه، حيث رُممت أجنحته ووُسعت معارضه ونُظفت جميع الواجهات. تُعد عملية الترميم هذه أكبر عملية ترميم لمشروع تراثي تُنفذ في كندا. رُممت كذلك روطندة الجناح الشرقي وأُصلحت أبوابها ونوافذها، كما خضعت عشرة صالات عرض تبلغ مساحتها الإجمالية 8,000 متر مربع (90,000 قدم2) أيضا للتجديد والترميم.

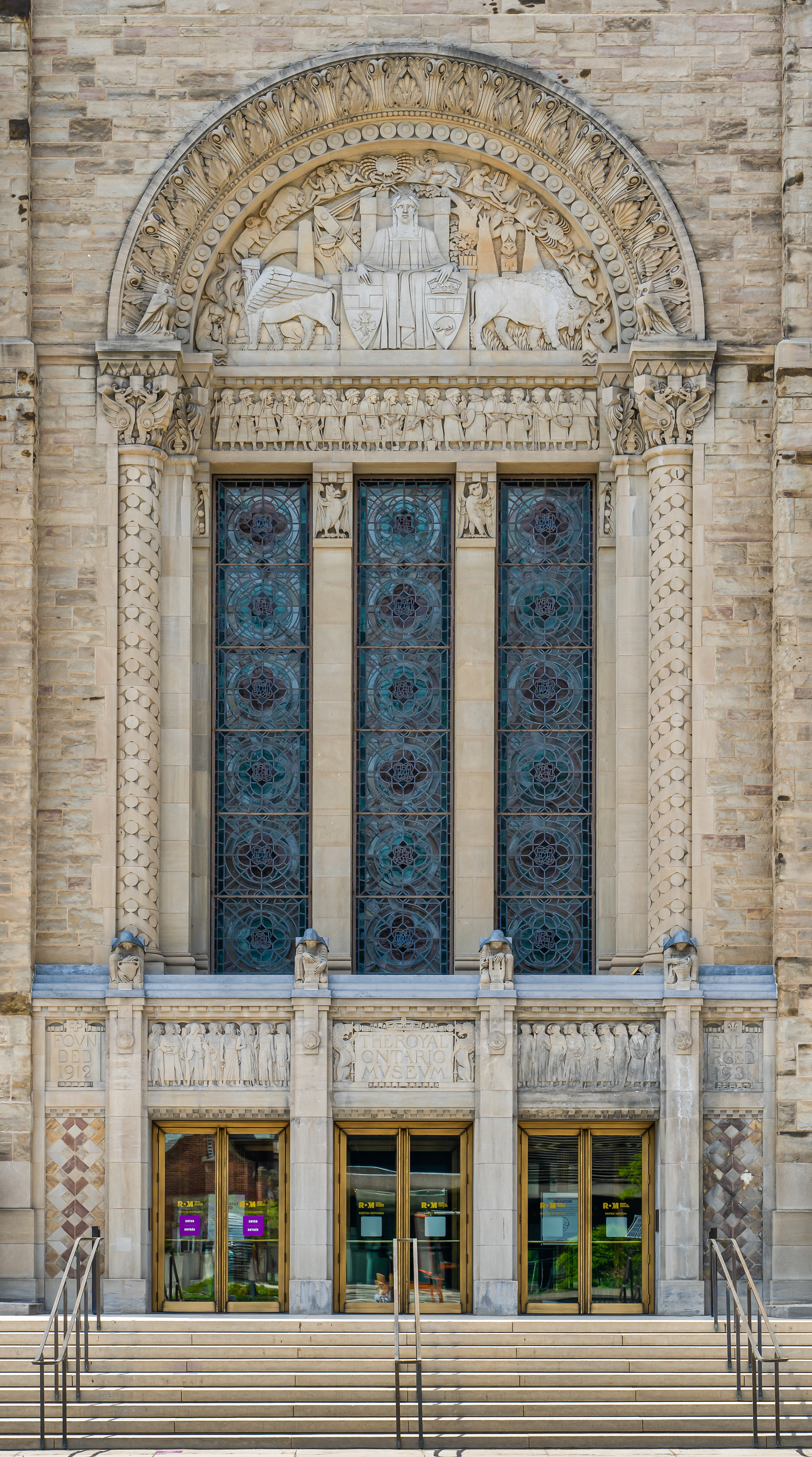
المدخل الشرقي للمتحف.

في التصميم الرئيسي الذي صممه دارلين وبيرسون سنة 1909، اعتُمد بشكل كبير على نموذج المتحف المثالي الذي وضعه المعماري الفرنسي جون نيكولاس لويس دوران [الإنجليزية]. تألف التصميم الرئيسي من مبنى مربع الشكل ذو ممرات تلتقي في منتصفه، مع قاعة مُستديرة مُقببة. يُشبه هذا التصميم إلى حد ما تصميم قُصور علية القوم خلال القرنين السابع عشر والثامن عشر، وقد أعطى هذا التصميم للمتحف بُعدا تراثيا وتاريخيا قويا. يُساهم في هذا البعد أيضا، الزخارف الموجودة بسقف المبنى وأقواس الإفريز.
خلال منتصف سنة 2010، حُول المدخل الشرقي إلى مقهى. منذ أواخر عام 2017، خضع المدخل الشرقي لعملية تجديد من أجل جعله مدخلًا بديلاً للمدخل الرئيسي، إضافة إلى إنشاء سلالم له.

### أمانة المتحف
تتواجد أمانة المتحف بالقسم الجنوبي منه، وهي من تصميم فريق من المُهندسين مُكون من جين كينوشيتا وماذرز وهالدينبي. اكتمل بناء الأمانة في 1984، حيث كانت جُزءا ضمن نفس مشروع التوسعة الذي شُيدت خلاله مصطبة معارض الملكة إليزابيث الثانية بالجُزء الشمالي من المتحف، قبل أن تُستبدل هذه الأخيرة لاحقا بهيكل مايكل لي شين البلوري. اعتُمد في هندسة أمانة المتحف على أسلوب معماري حديث بسيط من خرسانة مصبوبة وزجاج وألواح ركامية. تتولى أمانة المتحف تسيير جميع الخدمات الإدارية والتنظيمية للمؤسسة، كما تُستودع فيها جميع القطع الأثرية غير المعروضة داخل أروقة المتحف. في 2006، غُير اسم أمانة المتحف إلى أمانة لويز هاولي ستون، تكريما للويز هاولي ستون التي تبرعت بعدد من القطع والمعروضات الأثرية المختلفة لصالح المتحف. في وصيتها، أوصت لويز بتحويل مبلغ 49.7 مليون دولار كندي إلى صندوق لويز هاولي ستون الخيري، والذي أنشأته للمُساعدة في تغطية ميزانية صيانة المتحف وصفقات شراء قطع أثرية جديدة.

### الهيكل البلوري
استُبدلت مصطبة معارض الملكة إليزابيث الثانية بهيكل مايكل لي شين البلوري ("ذا كريستال")، وهُو مشروع كلف ملايين الدولارات وصممه دانيال ليبسكيند. افتُتح المبنى الجديد في 2007. صُمم الهيكل البلوري الجديد وفق الطراز المعماري التفكيكي، وقد غُطي بنسبة 25% من الزجاج و75% من الألومنيوم، وشُيد على إطار فولاذي. لا يلتصق الهيكل الجديد بجدران باقي مباني المتحف بشكل مباشر.

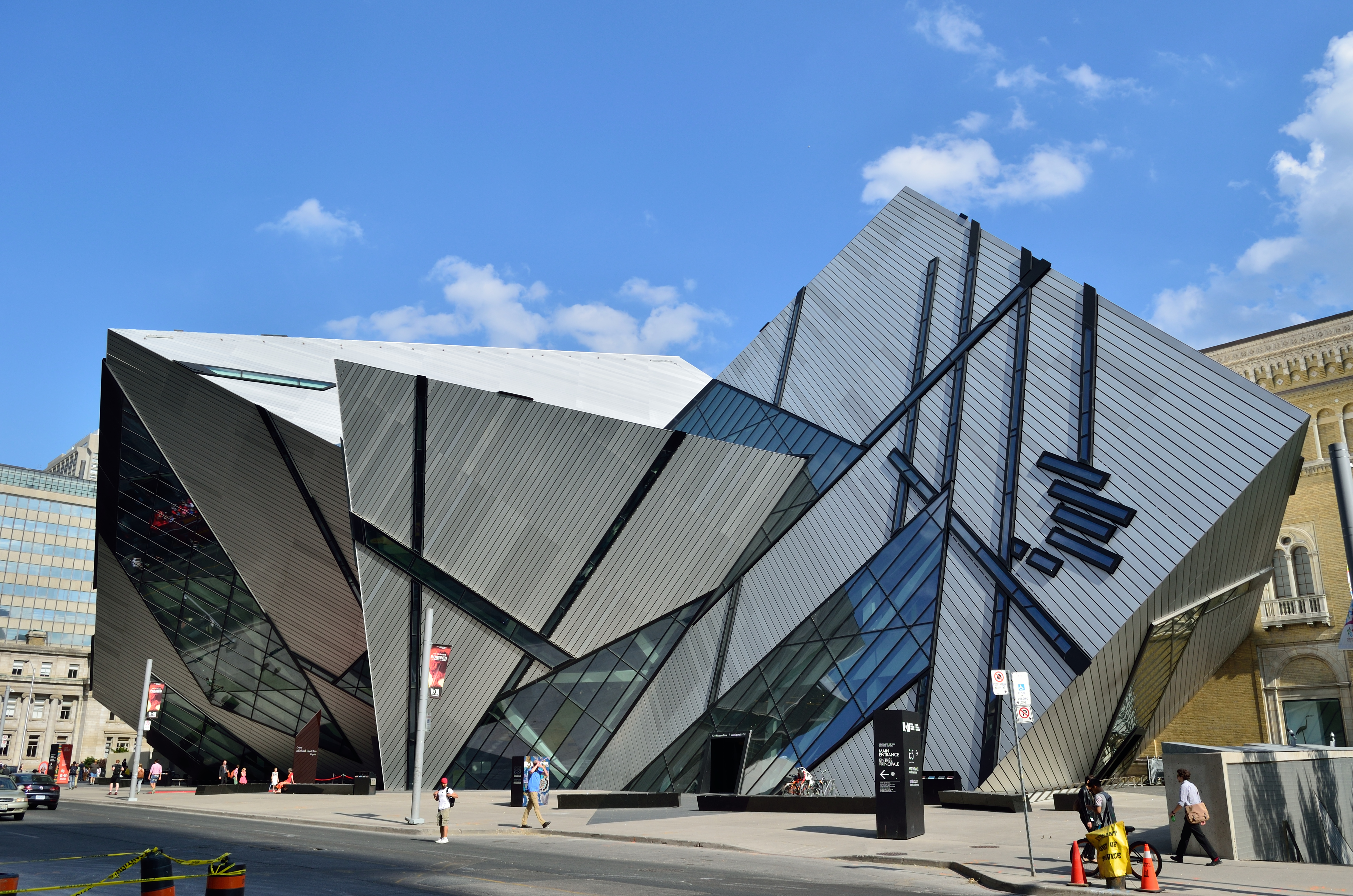
هيكل مايكل لي شين.

يشبه تصميم الهيكل الجديد تصميم بعض من أعمال ليبسكيند الأخرى، لا سيما المتحف اليهودي في برلين، ومركز الدراسات العليا بجامعة لندن متروبوليتان، ومبنى فريدريك هاميلتون في متحف دنفر للفنون. صُنع وجُمع الإطار الفولاذي بواسطة شركة والترز إينكوربورايشن ومقرها في هاميلتون بأونتاريو، بينما أنتجت شركة جوزيف غارتنر غروب الألمانية الطبقة الخارجية المصنوعة من الألمنيوم. تُعد شركة جوزيف غارتنر الشركة الوحيدة في العالم التي يُمكنها إنتاج هذه المادة، وقد سبق لها إنتاج صفيحة التيتانيوم التي غُطيت بها الواجهة الخارحية لمتحف غوغنهايم في بيلباو بإسبانيا.
في 1 يونيو 2007، حضرت الحاكمة العامة لكندا ميشيل جان مراسيم افتتاح هيكل مايكل لي شين الجديد. خلق تصميم الهيكل جدلا بين الرأي العام، حيث اختلف النقاد حول مدى جدوى التصميم الزاوي للهيكل الجديد. انتقدت الناقدة المعمارية ليزا روشون في مقال لها على صحيفة ذا غلوب آند مايل [الإنجليزية] تصميم هيكل مايكل لي شين الجديد، بينما أشاد بالتصميم صحفيون آخرون، حيث وصف كريستوفر هيوم عن صحيفة تورنتو ستار الهيكل الجديد بأنه معلم تذكاري. وصل بعض النقاد إلى حد تصنيف متحف أونتاريو الملكي في حلته الجديدة كواحد من أبشع عشرة مبانٍ في العالم. خلال تنفيذ المشروع، حصلت تجاوزات في ميزانية ومُدة الأشغال، كما أن تصميم الهيكل الجديد فتح باب المقارنات مع متحف غوغنهايم ببيلباو، وذلك لاستخدامه نوعا من التصميم المعماري يعتمد على التصميم الهندسي الغريب بغرض جذب الزوار.

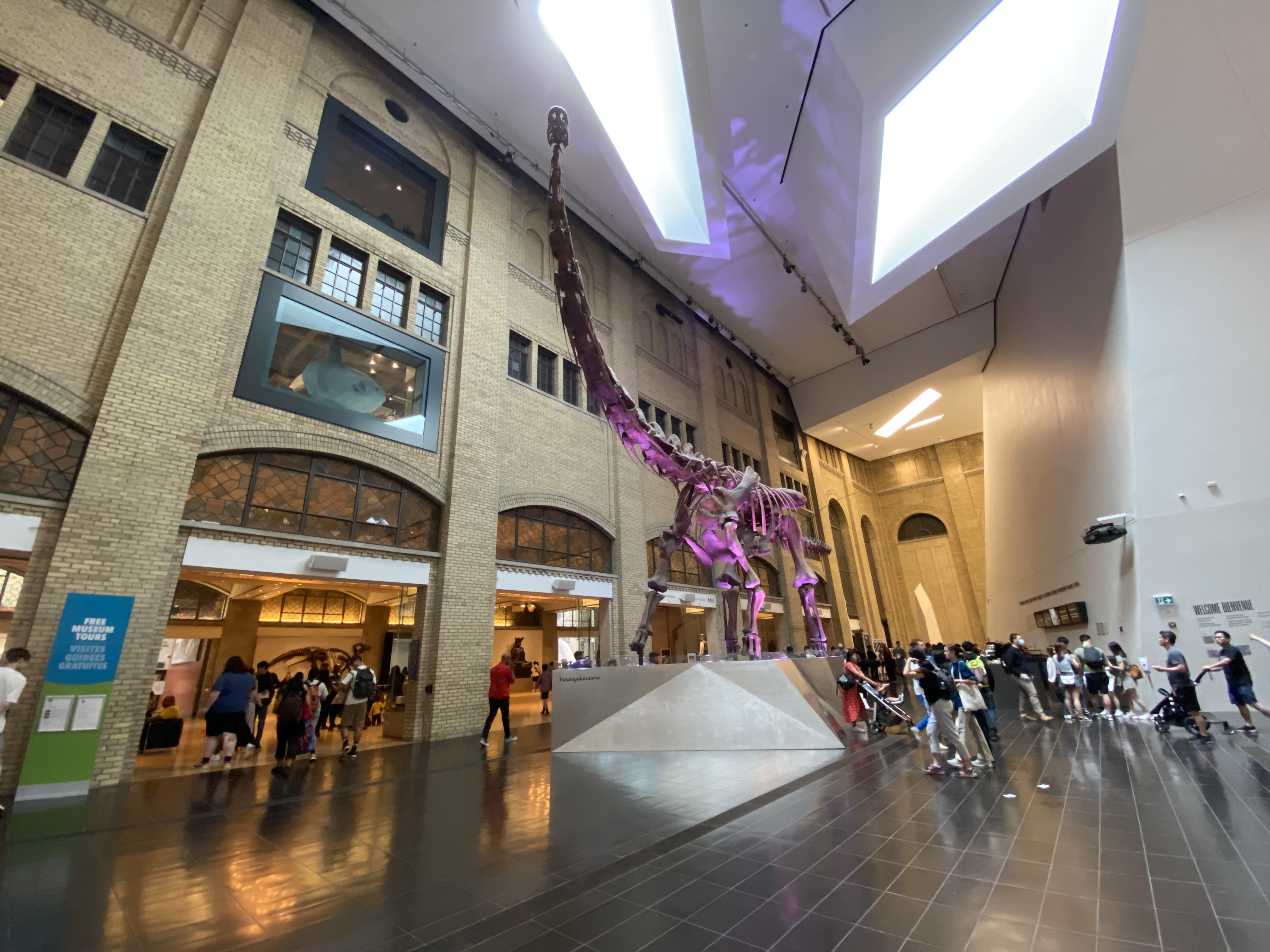
ردهة هياسينث غلوريا شين هي عبارة عن رُدهة عالية من 3 طوابق داخل هيكل مايكل لي شين. رُكبت وسط الردهة نسخة طبق الأصل من الهيكل العظمي لديناصور الفوتالونجكوصور.

تتوسط هيكل مايكل لي شين البلوري ردهة عالية من ثلاثة طوابق تسمى ردهة هياسينث غلوريا شين. تُطل على الردهة شرفات باقي أجزاء المبنى.
بدأ إنشاء صالات العرض الدائمة في هيكل مايكل لي شين البلوري منتصف يونيو 2007، بعدها بعشرة أيام افتُتحت جميع الصالات أمام الزوار. يوجد داخل المبنى الجديد محل لبيع الهدايا ومطعما وكافيتريا و7 صالات عرض إضافية. تتميز هذه الصالات بتوفرها على مرئيات رائعة، وبوجود تناسق بين القطع الفنية والأثرية المعروضة داخلها وبين مُحيطها. صُمم مطعم المبنى بواسطة شركة (بالإنجليزية: IV Design Associated Inc)‏.
في أكتوبر 2007، ورد بأن هيكل لي شين عانى من تسرب كبير للمياه، مما تسبب في زرع مخاوف بشأن مرونة المبنى في مواجهة الظروف المناخية، خصوصا مع اقتراب أول فصل شتاء في تاريخ المبنى الجديد. على الرغم من تصميم الطبقة الخارجية للهيكل من طبقتين لمنع تكدس الثلوج على سطح الهيكل، إلا أن المباني الأخرى التي صممها دانيال ليبسكايند بنفس الطريقة (بما في ذلك متحف دنفر للفنون) تأثرت أيضًا بشكل كبير من التغيرات الجوية.

### القطع غير المعروضة
تتواجد القطع الفنية غير المعروضة في أروقة المتحف أو في بقية متاحف المدينة، إما في مُستودعات المتحف نفسه أو في مبنى قبة ماكلافلين الفلكية أو في مباني أخرى تتوزع حول جميع أنحاء منطقة تورنتو الكبرى [الإنجليزية].

## المعارض
بسنواته الأولى، كان المُتحف يتألف من 5 معارض رئيسية، واحدة لكل مجال من المجالات التالية: علم الآثار والجيولوجيا وعلم المعادن وعلم الإحاثة وعلم الحيوان. بشكل عام، صُنفت المتحف ورُتبت بطريقة ظلت ثابتة لم تتغير كثيرًا مُنذ العصر الإدواردي. على سبيل المثال، كان معرض الحشرات، والذي استمر حتى سبعينيات القرن الماضي، يضم مجموعة متنوعة من العينات من أجزاء مختلفة من العالم، مُرتبة في صفوف طويلة داخل علب زجاجية. وُضعت الحشرات من نفس الجنس داخل نفس الخزانة، بجانبها ورقة إرشادية تُوضح اسم النوع والموقع الذي أُوتي به منه.

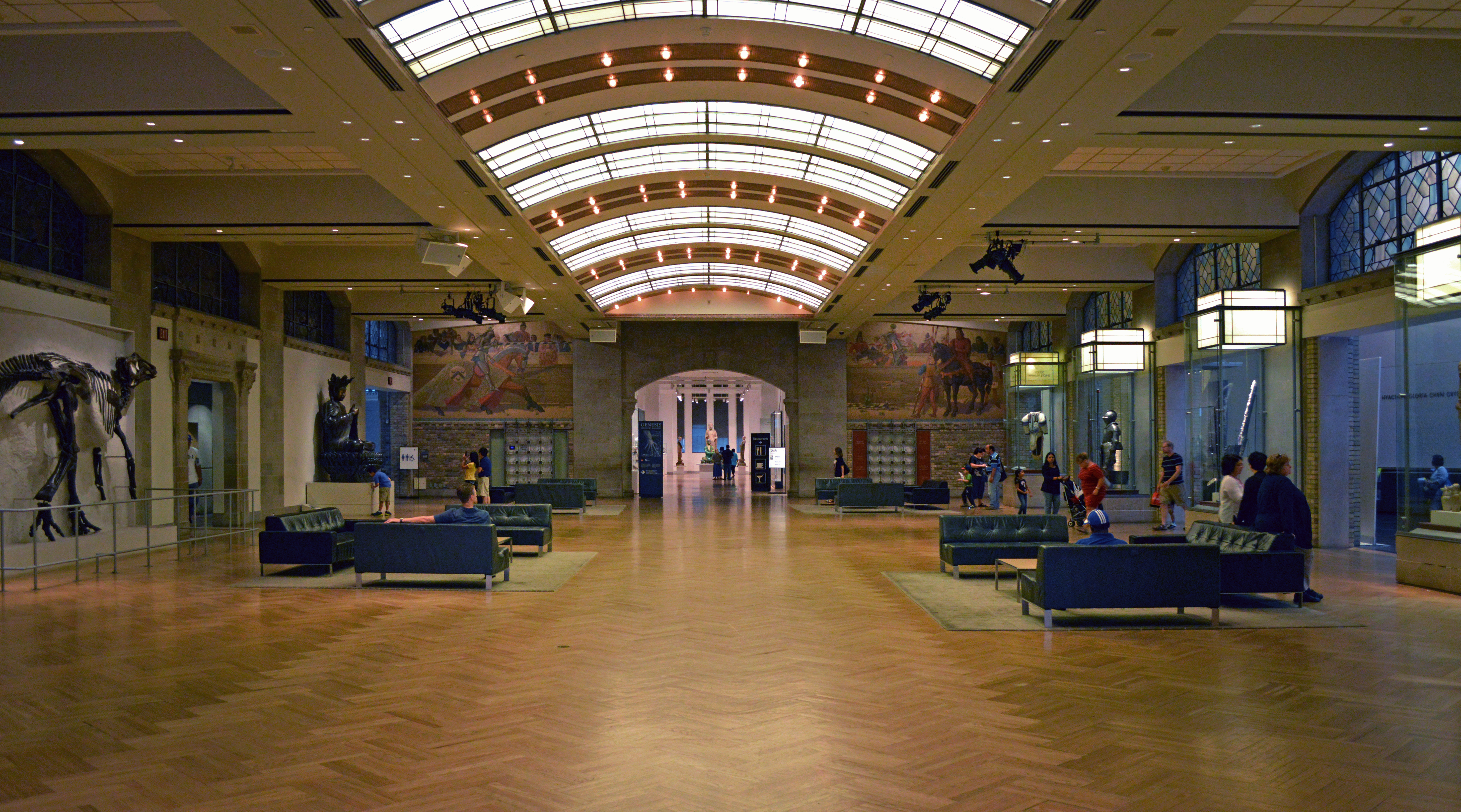
تُعرض بصالة معرض صامويل كورلي العديد من القطع والمعروضات، والصالة هي بمثابة الردهة الرئيسية للمتحف.

بحلول ستينيات القرن الماضي، أُضيفت العديد من المعارض، والتي كان من بينها أول معرض للديناصورات (أُنشئ منتصف هذا العقد). رُتبت بقايا الديناصورات داخل المعرض ووُضعت مُقابل لوحات فنية لمناظر طبيعية، بشكل يُساعد الزائر على التعرف على الحقبة الزمنية التي عاصرتها القطعة أو العينة المعروضة وتفسيرها على النحو الصحيح. استمر المتحف في نهج هذا التوجه إلى غاية يومنا هذا، بشكل جعل صالات العرض أكثر ديناميكية ووصفا وتفسيرا للقطع والعينات المعروضة داخلها. وصل هذا التوجه في طريقة العرض ذروته في الثمانينيات مع افتتاح كهف الخفافيش، حيث وُضعت بهذا الجُزء من المتحف أنظمة صوتية وأضواء قوية وأنظمة نفث للهواء، بشكل يُساعد الزائر على عيش تجربة المشي داخل كهف به خفافيش تطير فيه عن قرب.
في السابق كانت تُسمى صالات العرض على اسم القطع والمواد المعروضة داخلها، لكن في السنوات الأخيرة، أصبح تُسمى باسم الرعاة والمُتبرعين تكريما لهُم على الأموال التي تبرعوا لصالح مُؤسسة المتحف. تُصنف المعارض الموجودة حاليا داخل متحف أونتاريو الملكي ضمن صنفين رئيسيين هُما: معارض التاريخ الطبيعي ومعارض الثقافة العالمية.
توجد صالة معرض صامويل كورلي بالطابق الأول من المبنى، حيث تربط الجناح الشرقي للمتحف بالجُزء الغربي منه. تُعد الصالة القاعة الرئيسية للمبنى، وهي على عكس معظم صالات العرض داخل متحف أونتاريو الملكي ليست مخصصة لموضوع واحد، بل تُعرض داخلها مجموعة متنوعة من القطع والعينات الأثرية والفنية من مجموع معروضات المتحف.

### الأزياء والمنسوجات

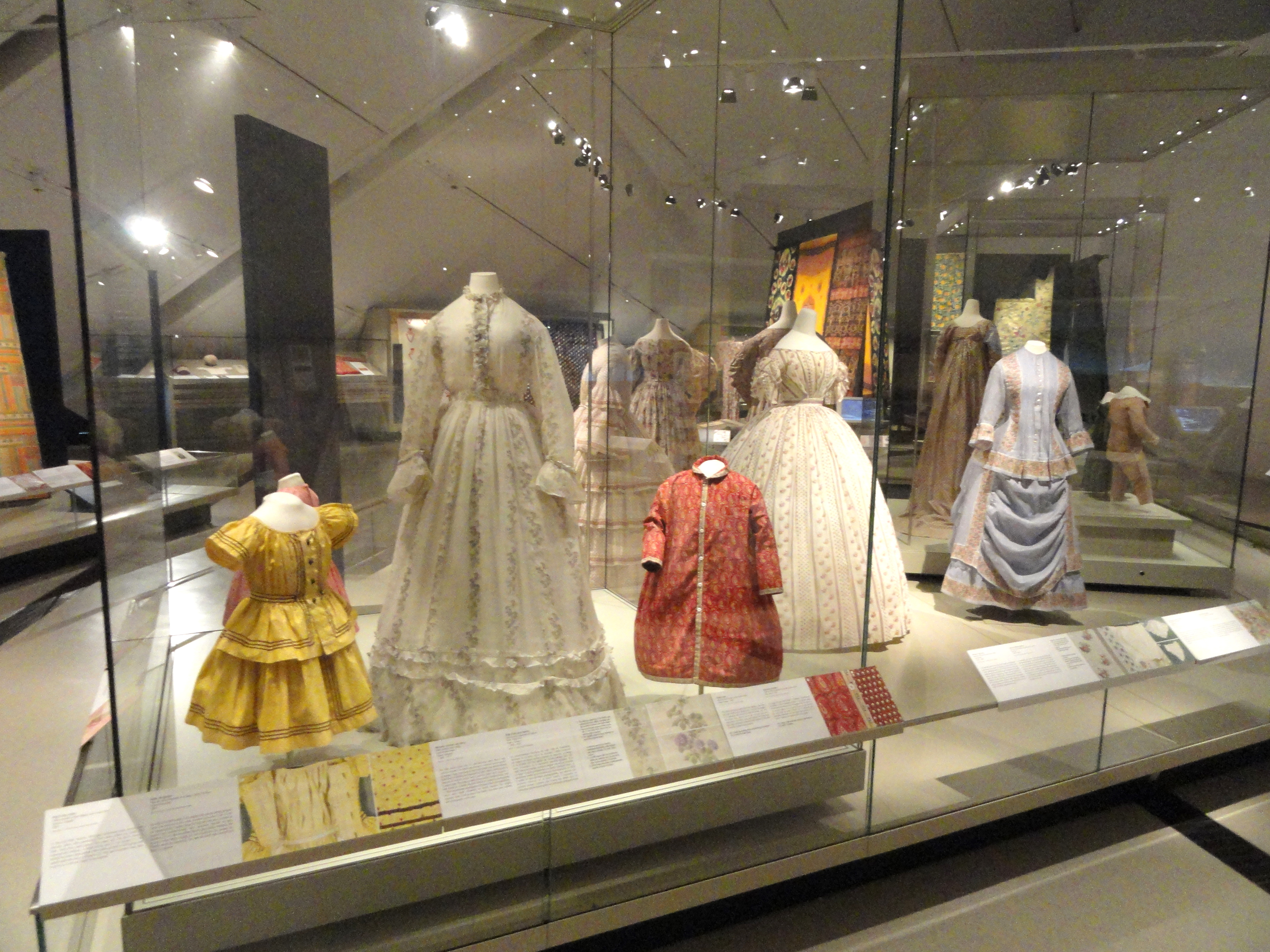
يضم معرض باتريسيا هاريس للأزياء والمنسوجات حوالي 200 قطعة أثرية من مجموعة المنسوجات والأزياء في المتحف.

يضم معرض باتريسيا هاريس للأزياء والمنسوجات حوالي 200 قطعة أثرية من مجموعة المنسوجات والأزياء في المتحف، تمتد حقبتها التاريخية من القرن الأول قبل الميلاد وحتى يومنا هذا. تُدار هذه القطع بشكل منتظم بسبب هشاشتها وكذلك حفاظا على جودتها. على مدار تاريخ الوجود البشري، استُخدمت الألبسة والأزياء للدلالة على هوية الفرد وانتمائه وعاداته الاجتماعية والثقافية ومستواه الاقتصادي. تُساعد معروضات المتحف من الأزياء والمنسوجات الزائر في مُلاحظة التغيرات التي طرأت على الألبسة وتصميماتها على مدار العصور، إضافة إلى استكشاف أهميتها الثقافية والتاريخية. تتألف المعروضات بهذا القسم من مطروزات وأزياء وألبسة يدوية النسج وحرير وأنواع أخرى.

### المعارض التفاعلية
صُمم معرض البنك الإمبراطوري الكندي للتجارة [الإنجليزية] ليكون مساحة تعليمية للأطفال. يضم المعرض ثلاث مناطق رئيسية تحمل الأسماء التالية: في الأرض (بالإنجليزية: In the Earth)‏، حول العالم (بالإنجليزية: Around the World)‏ وبالقرب من الوطن (بالإنجليزية: Close to Home)‏. يُتيح المعرض للأطفال المشاركة في أنشطة وفعاليات تفاعلية تشمل استكشاف القطع والعينات الأثرية ودراستها، والحفر بحثًا عن عظام الديناصورات وفحص البقايا والنيازك. توجد أيضًا منطقة خاصة للأطفال في سن ما قبل المدرسة.
يُقدم معرض عائلة باتريك وباربرا كينان للتنوع البيولوجي العملي للزوار عرضا مبسطا حول العلاقات بين جميع الكائنات الحية في مساحة مُمتعة وتفاعلية. يُمكن للأشخاص من جميع الأعمار استكشاف عينات المعرض من خلال لمسها أو من خلال شاشات تفاعلية، كما يوجد فريق من المرشدين يتولى مساعدة الزوار وإرشادهم وشرح سياق القطع المعروضة لهم. تتواجد بالمعرض نُسخ مُجسمة لعدة كائنات حية، على غرار الضفادع وأسماك القرش والثعابين والثعالب وغيرها.

### معرض معهد الثقافة المعاصرة
تُعرض بمعرض رولوف بيني التابع لمعهد الثقافة المعاصرة [الإنجليزية] مُمتلكات المتحف من الفن المعاصر، إضافة إلى معروضات من التاريخ الطبيعي والعالمي. المعرض هُو معرض وسائط متعددة ذو سقف مرتفع، وتبلغ مساحته حوالي 6,000 قدم2 (600 م2). يُعد المعرض مساحة العرض الرئيسية الخاصة بالمعهد، وعادة ما تُقام فيه معارض خاصة بالثقافة والفن المُعاصرين. يضم المعرض معروضات عن الأزياء، وفنون الشارع، والتصميم والهندسة المعمارية الصينية الحديثة، والفن الياباني المعاصر. في 2018، أُقيمت بالمعرض فعالية "ها نحن هنا: الفن الكندي الأسود المعاصر"، شاركت فيها عدة فنانات كنديات من بينهن إسماء محمود [الإنجليزية] وشارمين لارش [الإنجليزية] وساندرا بروستر [الإنجليزية] وبشرى جنيد [الإنجليزية] وميشيل بيرسون كلارك [الإنجليزية] وسيلفيا هاميلتون.

### معارض التاريخ الطبيعي

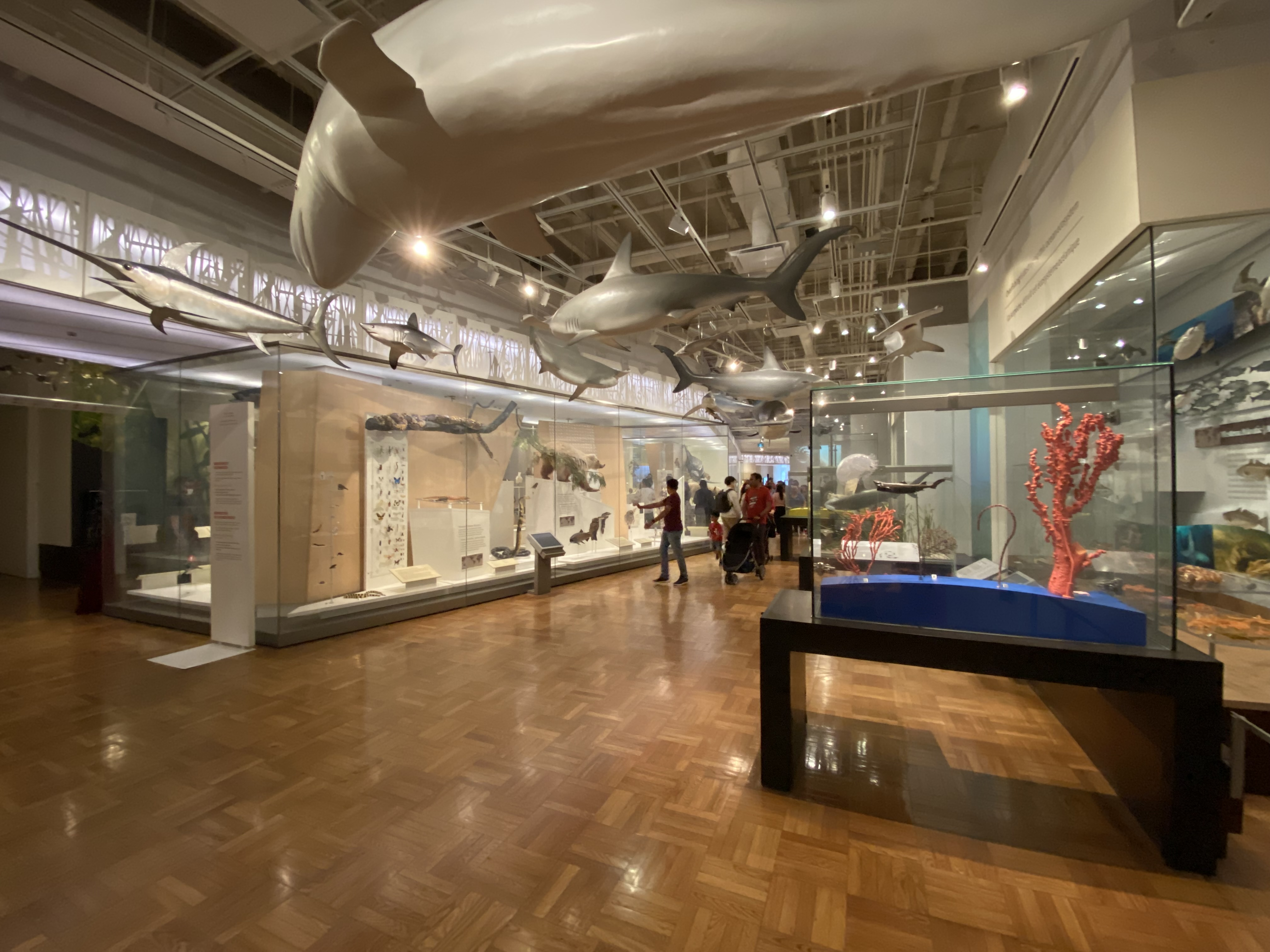
يحتوي الطابق الثاني من المُتحف على مجموعات وعينات من حيوانات مختلفة في الماضي والحاضر.

جُمعت جميع معارض التاريخ الطبيعي في الطابق الثاني من المتحف. يحتوي المعرض على مجموعات وعينات من حيوانات مختلفة مثل الخفافيش والطيور وعظام الديناصورات وهياكلها العظمية.
افتُتح معرض "الحياة في أزمة: معرض تشاد للتنوع البيولوجي" في أواخر 2009، وتُعرض فيه عينات تُمثل الكائنات الحية المُهددة بالانقراض، مثل الدب القطبي والباندا العملاقة ووحيد القرن الأبيض والثعبان البورمي والمرجان الكندي [الإنجليزية] والسلحفاة المحيطية جلدية الظهر. وسمكة من فصيلة شوكية الجوف وزهرة من جنس رافليسيا والعديد من الأنواع النادرة الأخرى. من بين هذه العينات كذلك، الثور وحيد القرن [الإنجليزية] ووحيد القرن القطبي الجنوبي [الإنجليزية]. تتواجد بالجناح أيضا عينات من أنواع انقرضت مؤخرًا، مثل الحمام المُهاجر والأوك الكبير، إضافة إلى هياكل عظمية لطائر الدودو وعينة لبيض طائر الموا وبيض طائر الفيل والعديد من الأنواع الأخرى المُنقرضة مؤخرًا. يُساهم المعرض أيضا في نشر الوعي والتحسيس وتثقيف الزوار بضرورة حماية البيئة عامة والكائنات الحية خاصة، إضافة إلى شرح الأسباب الرئيسية لانقراض الكائنات الحية من صيد جائر وتدمير للغابات وتغيرات مناخية. في سبتمبر 2009، حصل المعرض على جائزة التميز من جمعية المصممين الداخليين المعتمدين في أونتاريو [الإنجليزية]. بالإضافة إلى عرض مجموعة التاريخ الطبيعي للمتحف، يهدف المعرض أيضًا إلى تعزيز الحفاظ على التنوع البيولوجي لكوكب الأرض.
ينقسم معرض الحياة في أزمة إلى 3 مناطق رئيسية هي: "الحياة متنوعة" (بالإنجليزية: Life is Diverse)‏، و"الحياة مترابطة" (بالإنجليزية: Life is interconnected)‏، و"الحياة في خطر" (بالإنجليزية: Life is at Risk)‏. صرح أنتوني رايش مُعلقا عن تصميمه للمعرض: "من المُثير للاهتمام أن التنوع البيولوجي هو مصطلح جديد نسبيًا شاع في عام 1985 بعد تقلص التنوع البيولوجي، إنه موضوع كبير أصبح أكثر ملاءمة للجميع. كان التحدي هو كيفية سرد هذه القصة الكبيرة في مساحة 10,000-قدم-مربع (900 م2)، لذلك قررنا تصميم معرض من 3 مناطق تمنح للزائر تجربة ديناميكية وتترك لديه انطباعًا دائمًا."
يُعد معرض مروج وسافانا تالغراس واحدا من المعارض الأكثر أهمية داخل المتحف، حيث تتواجد فيه عديد الكائنات الحية المُهددة بالانقراض في أونتاريو. يأتي المعرض ضمن الجهود التي تبذلها وزارة تطوير المناطق الشمالية والمناجم والموارد الطبيعية والغابات [الإنجليزية] للحفاظ على البراري والمروج والسافانا.

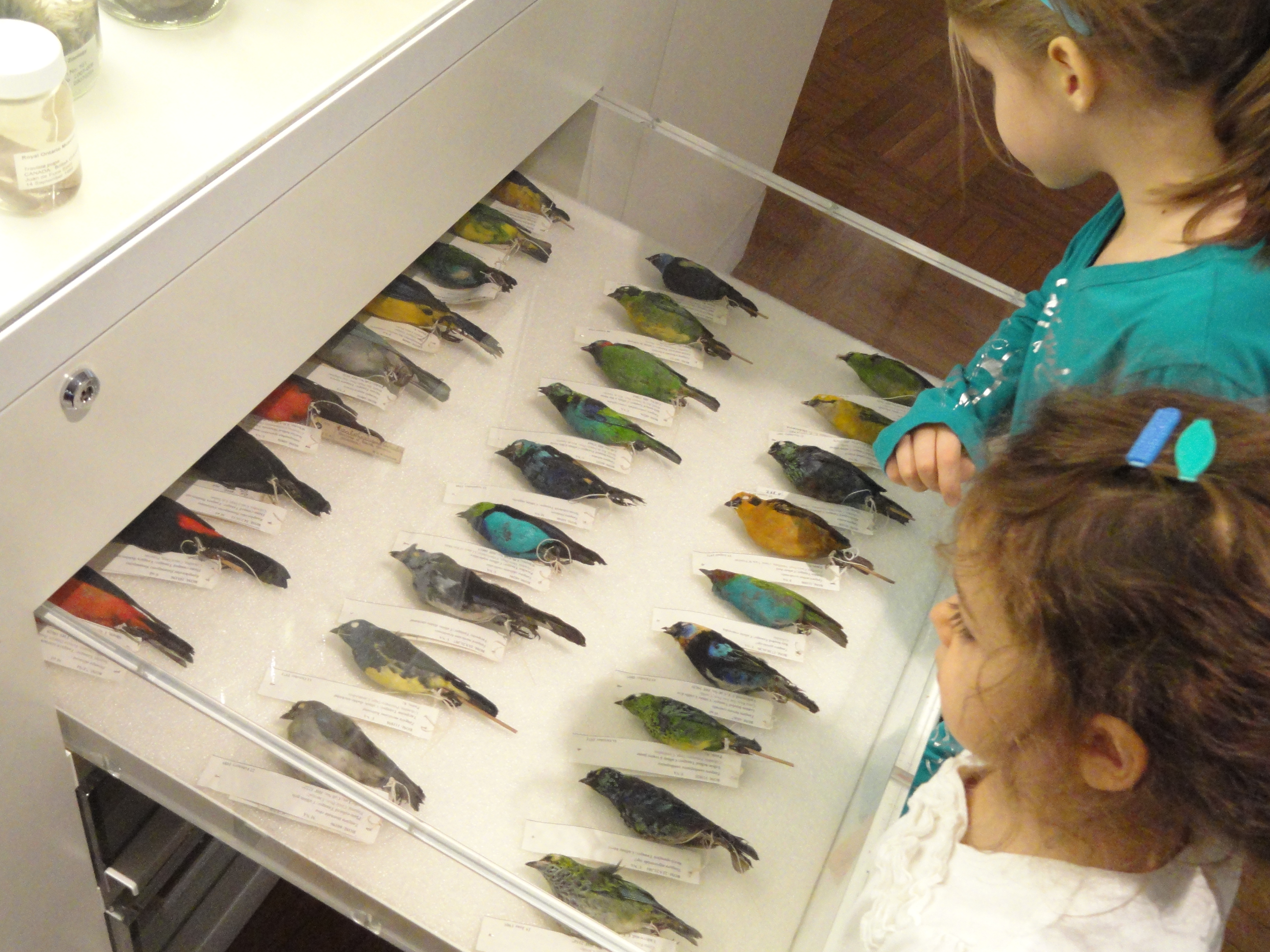
تُعرض داخل المتحف مجموعة كبيرة من الطيور.

يتوفر معرض الطيور على العديد من عينات الطيور سواء المُنقرضة (مثل الحمام الزاجل) أو التي لا زالت موجودة. وُضعت الطيور المحنطة بشكل يُمكن الزوار من رؤية كافة تفاصيلها والتعرف عليها عن قرب، إضافة إلى معرفة كيف أدت التغيرات البيئية والمُناخية إلى تعريض أنواع مختلفة من الطيور لخطر الانقراض. تُتيح الأدراج القابلة للسحب للزوار فحص بيض الطيور والريش وآثار الأقدام والأعشاش عن كثب. نُقلت لاحقا عينات الطيور المنقرضة إلى معرض تشاد.
اشترى متحف أونتاريو الملكي حوتًا أزرق وُجد قبالة سواحل نيوفاوندلاند في منطقة تروت ريفر [الإنجليزية]، وعُرض هيكله العظمي وقلبه داخل المعرض لغاية 4 سبتمبر 2017.
يُعد كهف الخفافيش [الإنجليزية] تجربة رائعة للزوار حيث يُعرض فيه أكثر من 20 خفاشًا و800 نموذجًا يُحاكي مناطق عيشها السابقة، بجانبها لافتات تعليمية ومقاطع فيديو تشرح وتُعطي معلومات إضافية. افتُتح كهف الخفافيش لأول مرة سنة 1988، وأعيد افتتاحه في 27 فبراير 2010 بعد عملية ترميم وتجديد واسعة النطاق خضع لها. تبلغ مساحة الكهف 1,700-قدم-مربع (160 م2)، وصُمم بمُحاكاة طبق الأصل لكهف سانت كلير الواقع في أبرشية سانت كاترين وسط جامايكا. تشكل كهف سانت كلير بعد تدفق نهر جوفي حوالي 30 متر (98 قدم) تحت الأرض، وقد أُنشئ كهف الخفافيش بالمُتحف بعد دراسة ميدانية أُجريت سنة 1984 للكهف في جامايكا. دعمت إدارة متحف أونتاريو الملكي العديد من الأبحاث والدراسات حول الخفافيش. في 2011، استضاف المتحف ورشة عمل الخفافيش ضمن أشغال الندوة السنوية 41 لأمريكا الشمالية حول أبحاث الخفافيش.

#### الأرض والفضاء

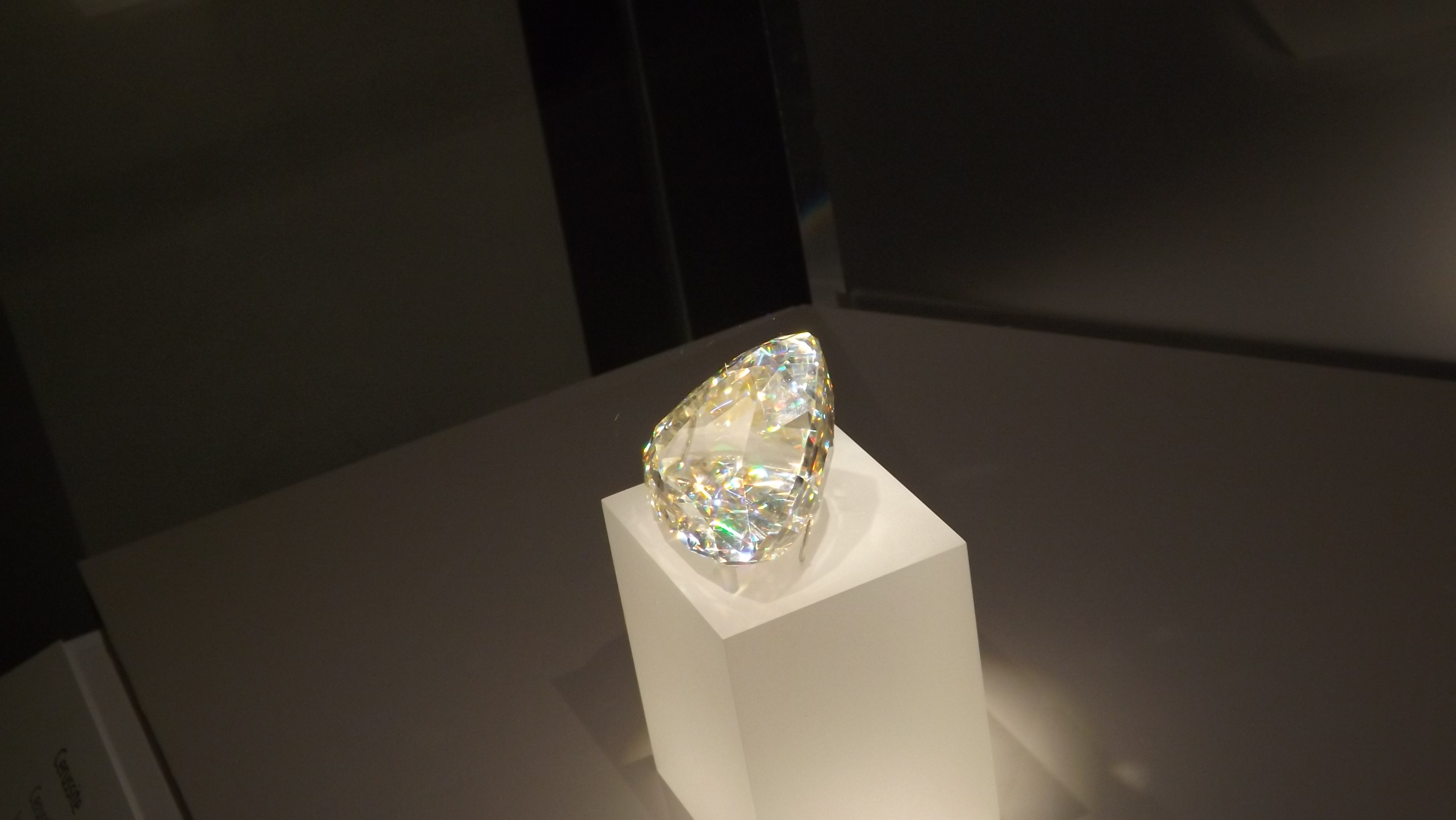
تُعد قطعة نور في الصحراء أكبر قطعة من معدن السيروزيت في العالم، وهي معروضة في جناح تيك سوت أوف غالريز.

تتواجد بجناح تيك سوت أوف غالريز: كنوز الأرض ما يقرب من 3000 عينة من المعادن والأحجار الكريمة والنيازك والصخور، تتراوح أعمارها ما بين 4.5 مليار سنة مضت وحتى وقتنا الحاضر. جُمعت هذه القطع من العديد من المواقع والمناطق المختلفة في الأرض وفي القمر. تتواجد بالمتحف أجزاء من نيزك بحيرة تاغيش [الإنجليزية]. تُعد قطعة نور في الصحراء [الإنجليزية] أكبر قطعة من معدن السيروزيت في العالم، وهي معروضة في معرض تيك سوت أوف غالريز.
ينقسم جناح تيك سوت أوف غالريز إلى عدة أقسام هي معرض شركة باريك للذهب ومعرض قاعة مشاهير التعدين الكندية ومعرض الجواهر والذهب ومعرض وادي المعادن.

#### الحفريات والرواسب

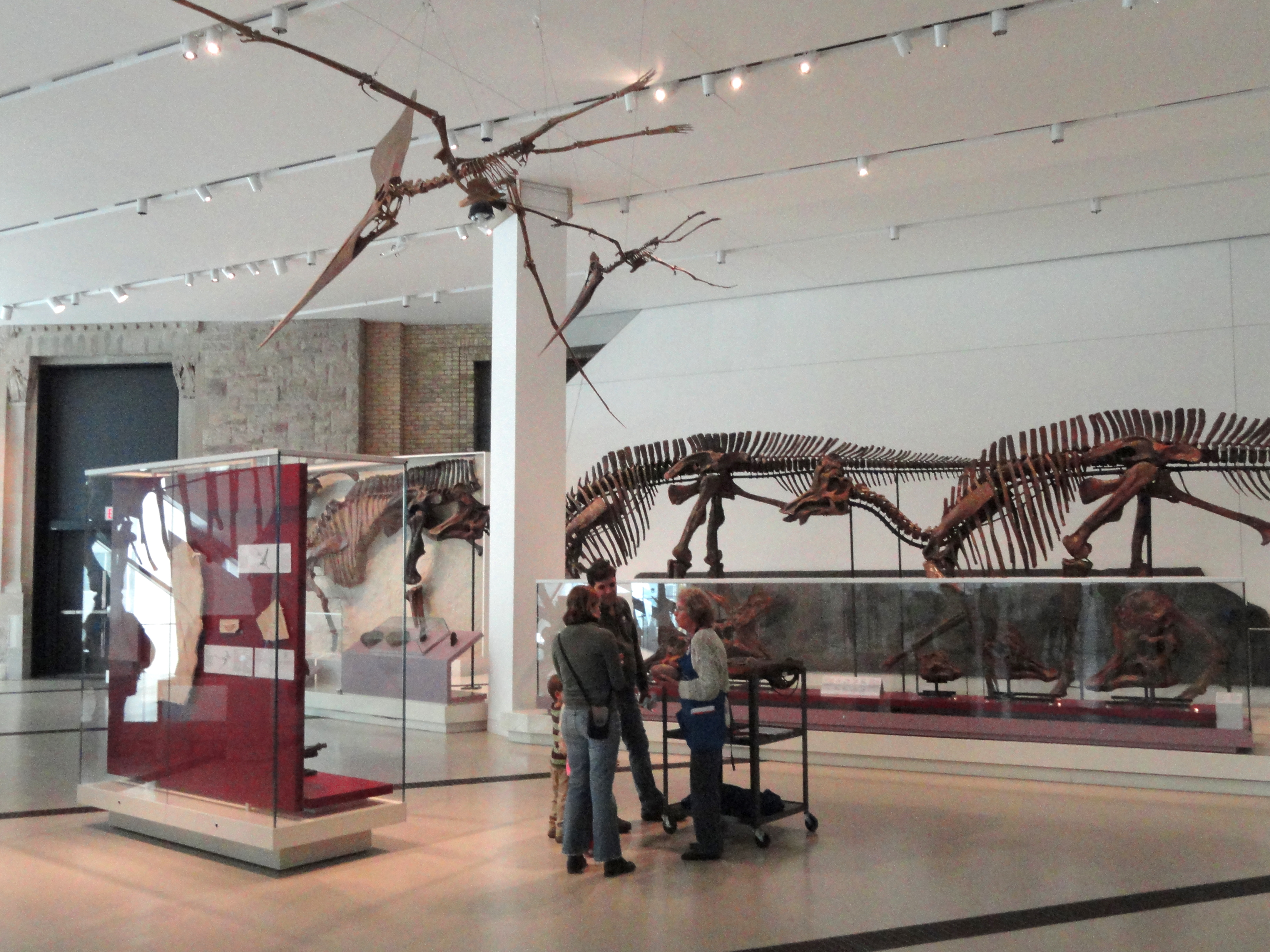
يضُم المتحف مجموعة واسعة من الحفريات، تمتد حقبتها التاريخية ما بين العصر الجوراسي وحقبة الحياة الحديثة. إحدى العينات الموجودة في الصورة هي لديناصور اللامبيوصور.

يستعرض معرض ريد لعصر الثدييات دورة حياة الثدييات خلال عصر حقبة الحياة الحديثة والذي أعقب انقراض الديناصورات، كما. تتواجد بالمعرض أكثر من 400 عينة جُمعت من مناطق عدة من أمريكا الشمالية وأمريكا الجنوبية، إضافة إلى 30 هيكل عظمي لثدييات منقرضة. تتواجد بمدخل المعرض عينات من الثدييات التي سادت بعد فترة وجيزة من انقراض الديناصورات.
تتواجد بمعارض جيمس ولويز تيميرتي لعصر الديناصورات ومعرض عصر الثدييات العديد من الهياكل العظمية الكاملة لديناصورات، إضافة لأوائل الطيور والزواحف والثدييات والحيوانات البحرية بدءًا من العصر الجوراسي وحتى العصر الطباشيري. أهم ما يُميز المعرض هو توفره على الهيكل العظمي لغوردو، والذي يُعد أحد أكثر الهياكل العظمية اكتمالا لصنف الباروصورات في أمريكا الشمالية، كما يُعد أيضا أكبر هيكل عظمي لديناصور معروض في كندا.
افتُتح معرض ويلنر مادج: فجر الحياة سنة 2021، حيث حل محل قاعة بيتر برونفمان. يُركز المعرض على تاريخ الكائنات الحية منذ مليارات السنين، ابتداء من العصر الحفيري ووصولا إلى أواخر العصر الترياسي. يُسلط المعرض الضوء على العديد من المواقع والأحفوريات في كندا، على غرار بقايا ورواسب من طبقة برغس شايل في كولومبيا البريطانية وبقايا ميستايكن بوينت [الإنجليزية]. ينقسم المعرض إلى 6 أقسام رئيسية هي: بداية طويلة جدًا (ما قبل الكمبري)، وأصل الحيوانات (انفجار الكمبري)، والبحار الصاخبة (العصر الأوردوفيتشي والعصر السيلورياني والعصر الديفوني)، والأرض الخضراء (العصر الديفوني والكربوني)، وقبل الموت العظيم (العصر البرمي)، وفجر العصر الجديد (العصر الترياسي). تتألف أبرز العينات المعروضة بهذا المعرض من بقايا طبقة برغس شايل والأورثوكونات [الإنجليزية] وعقارب البحر وحفريات أخرى من أونتاريو، إضافة إلى النموذج النوعي لحيوان ديميترودون بورياليس [الإنجليزية].
يتوفر المتحف أيضا على بقايا ديناصور زول كروريفاستاتور، والتي تُعد واحدة من أكثر العينات اكتمالًا على الإطلاق لفرد من فصيلة الأنكيلوصورات.

### معارض الثقافة العالمية
تعرض داخل معارض الثقافة العالمية مجموعة متنوعة من القطع والعينات الأثرية والفنية من جميع أنحاء العالم. تمتد الحقبة التاريخية لهذه المعروضات ما بين حقبة العصر الحجري في الصين وأفريقيا ووصولا إلى فنون القرن العشرين [الإنجليزية]. في يوليو 2011، أُنشئت هذه المعارض ضمن مشروع جديد لافتتاح وإنشاء مجموعة جديدة من المعارض الدائمة داخل أروقة المتحف. خصصت كل من حكومة كندا وإدارة متحف أونتاريو الملكي حوالي 2.75 مليون دولار لصالح هذا المشروع. تقع معارض الثقافة العالمية في الطوابق الأولى والثالثة والرابعة من المتحف.

#### أفريقيا والأمريكتين وآسيا والمحيط الهادئ وجنوب آسيا

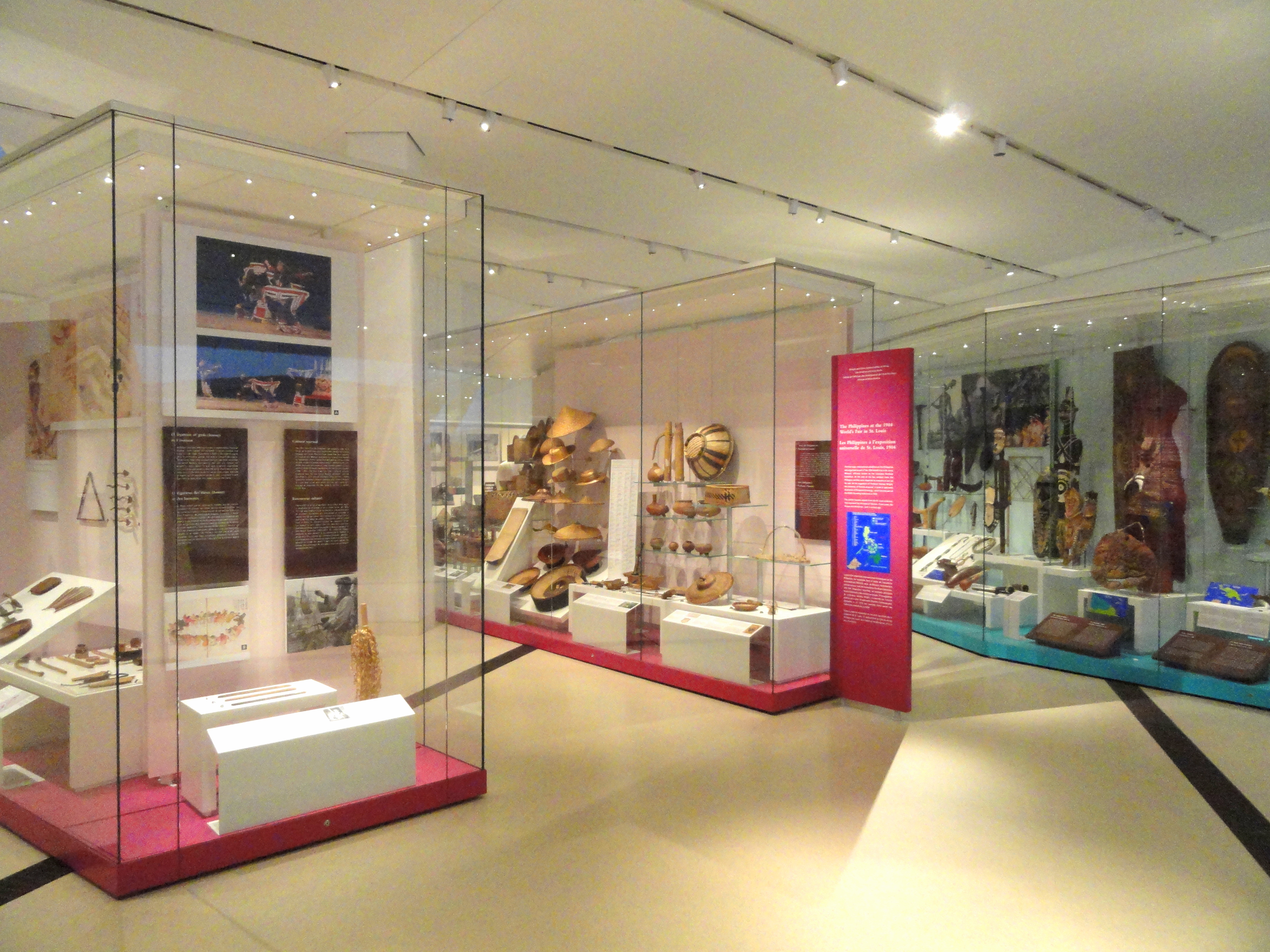
جانب من المعروضات في معرض شرياس ومينا أجميرا لأفريقيا والأمريكتين وآسيا والمحيط الهادئ، وهو واحد من عدة معارض ثقافية عالمية في المتحف.

يتألف معرض شرياس ومينا أجميرا لأفريقيا والأمريكتين وآسيا والمحيط الهادئ من مجموعة مُكونة من 1400 قطعة أثرية، تعكس التقاليد الفنية والثقافية للشعوب الأصلية من أربع مناطق جغرافية مختلفة هي: إفريقيا والأمريكيتين ومنطقة آسيا والمحيط الهادئ وأوقيانوسيا. من بين المعروضات داخل هذا القسم هناك الأقنعة والزخارف والرؤوس المعدلة.
يحتوي معرض السير كريستوفر أونداتجي لجنوب آسيا على مجموعة متنوعة من المعروضات مثل الزخارف والدروع والمنحوتات والتي تُمثل ثقافة وتقاليد شبه القارة الهندية. يحتوي المعرض على ما يقرب من 350 قطعة تُمثل أكثر من 5000 عام من تاريخ هذه المنطقة. ينقسم المعرض إلى 6 أقسام رئيسية هي: بقايا المواد (بالإنجليزية: Material Remains)‏، تخيل بوذا (بالإنجليزية: Imagining the Buddha)‏، تصور الألوهية (بالإنجليزية: Visualizing Divinity)‏، السبيل إلى التنوير (بالإنجليزية: Passage to Enlightenment)‏، ثقافة البلاط (بالإنجليزية: Courtly Culture)‏، التبادل الثقافي والوطن والعالم (بالإنجليزية: Cultural Exchange and Home and the World)‏. يتواجد بهذا المعرض تمثال السيدة الزرقاء [الإنجليزية] للنحاتة الهندية نافجوت ألطاف [الإنجليزية].

#### العالم القديم
يجمع معرض إيتون في روما كافة ممتلكات المتحف من الثقافة الرومانية القديمة. يتوفر هذا الجناح على أكبر عدد من الآثار القديمة في كندا، حيث تُعرض فيه أكثر من 500 قطعة وعينة، تتنوع ما بين المنحوتات والزخارف والتماثيل والمجوهرات الرومانية وغيرها. يضم المعرض أيضًا "معرض براتي من إتروريا"، والذي جُمعت فيه كافة القطع والآثار التي تُؤرخ لتاريخ الحضارة الإتروسكانية في إيطاليا القديمة.

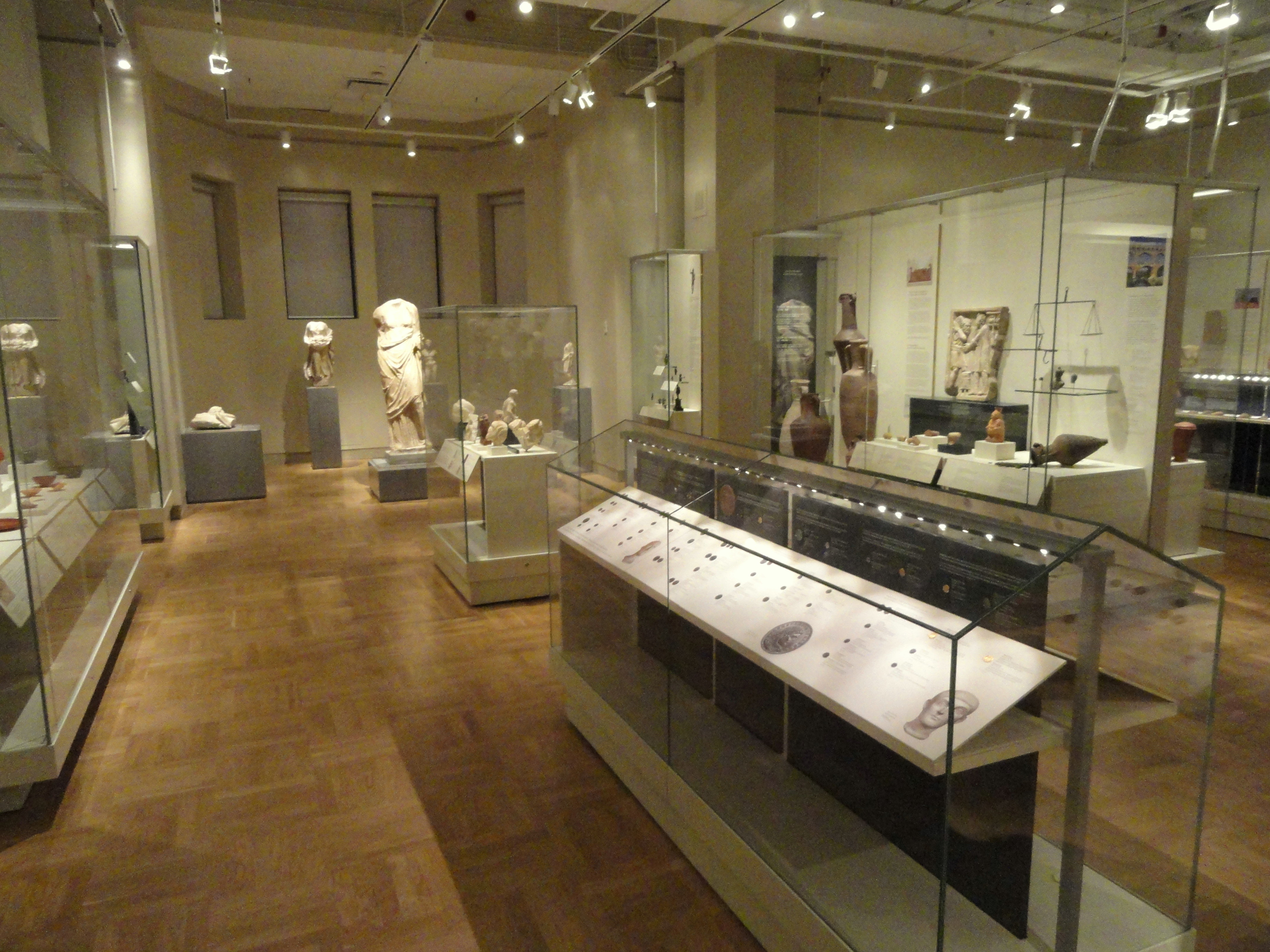
يُعتبر المتحف موطنا لمجموعة واسعة من القطع الأثرية الرومانية.

يُصور معرض جوي وتوبي تانينباوم لروما والشرق الأدنى أسلوب حياة وثقافة المُجتمعات التي عاشت تحت الحكم الروماني وتأثيرها على الشرق الأدنى. يحتوي نفس المكان على معرض جوي وتوبي تانينباوم لبيزنطة، والذي يُغطي تاريخ الإمبراطورية البيزنطية من 330 إلى 1453 بعد الميلاد. يتألف المعرض من حوالي 230 قطعة أثرية، تُؤرخ لكُل من تاريخ القسطنطينية، وسقوط الإمبراطورية الرومانية الغربية والحروب الصليبية في العصور الوسطى، والفتح العثماني لأجزاء من أوروبا. تتنوع هذه القطع ما بين مجوهرات وأعمال زجاجية وعملات معدنية، وتُساهم كلها في تصوير التاريخ الواسع لمدينة اسطنبول الحالية.
يضم معرض مؤسسة أناستاسيوس ليفنتيس لقبرص القديمة ما يقرب من 300 قطعة أثرية، تُركز غالبيتها على فنون جزيرة قبرص خلال الفترة بين 2200 و30 قبل الميلاد. ينقسم المعرض إلى خمسة أقسام هي: قبرص والتجارة، وأنواع الفخار القبرصي القديم، والمنحوتات، ولمحة عن قبرص القديمة، والفن والمجتمع: التفسيرات. يتواجد ضمن معروضات القسم أيضا تمثال نادر من البرونز لرجل يحمل سبيكة نحاسية كبيرة.
يُركز معرض إفريقيا: مصر على كافة جوانب حياة وحضارة المصريين القدماء. تتألف معروضات هذا الجناح من مجموعة كبيرة من الأدوات يدوية الصنع والمجوهرات ومُستحضرات التجميل وغيرها. يتواجد بالمعرض أيضا عدد من التوابيت والمومياءات، على غرار التابوت الملون والمطلي بالذهب، ومومياء جدمايس عنخ [الإنجليزية] التي كانت موسيقيّة في معبد آمون رع في طيبة، ومومياء أنتجاو الذي يُعتقد أنه كان مالكًا ثريًا للأراضي. تتألف القطع الأخرى الموجودة بالمعرض من كتاب الموتى لآمين إم هات [الإنجليزية] ، ولفيفة طويلة بطول 7-متر (23 قدم) يرجع تاريخها لحوالي 320 قبل الميلاد، وتمثال نصفي لكليوباترا يرجع تاريخه للفترة من 47 قبل الميلاد إلى 30 قبل الميلاد، وتمثال سيخميت [الإنجليزية]. يرجع تاريخ نحت تمثال سيخميت إلى الفترة 1390-1325 قبل الميلاد، ويُعد سيخميت أحد أقدم الآلهة في مصر القديمة.

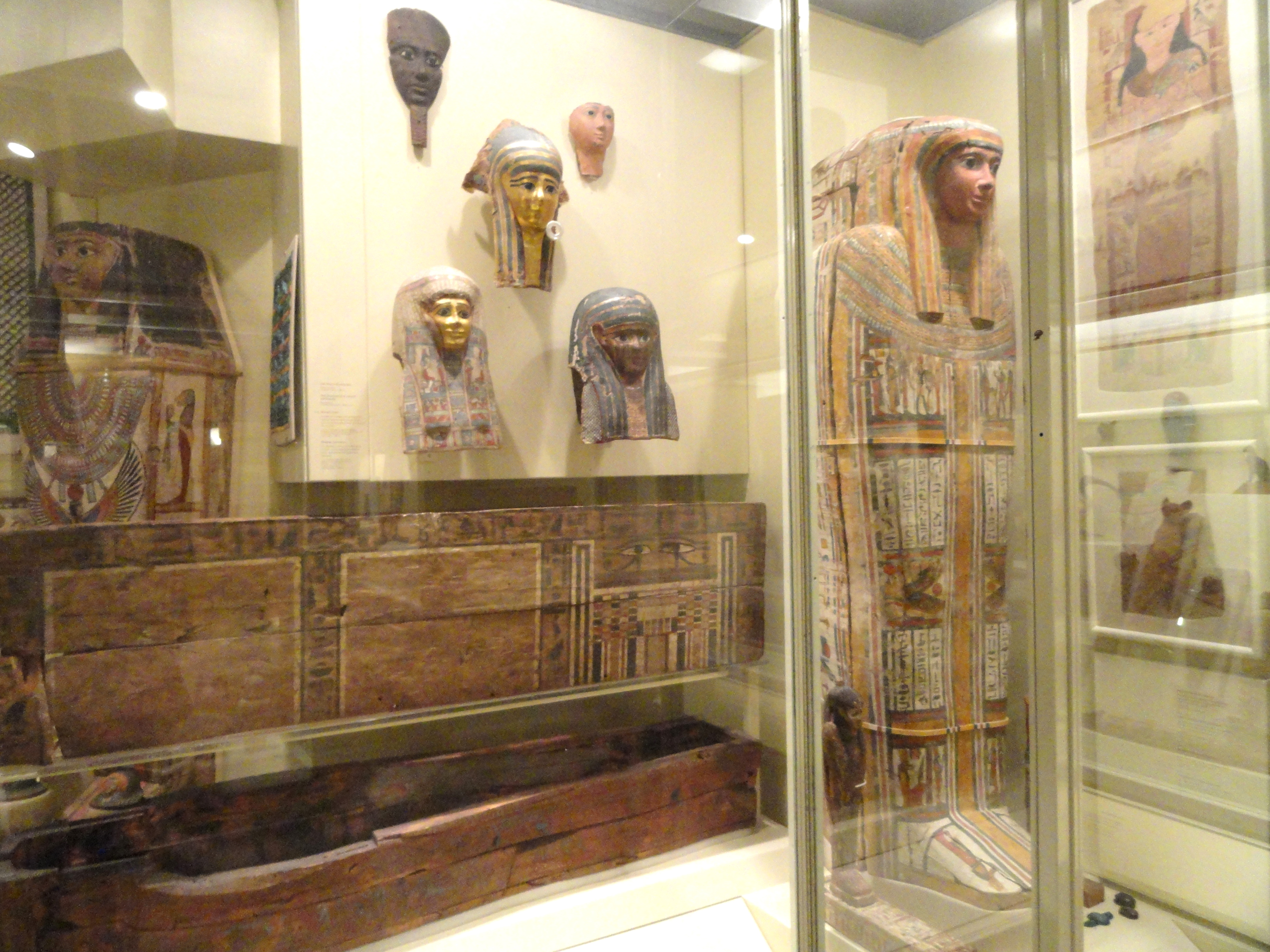
يضُم معرض أفريقيا: مصر العديد من الكارتونات، والتي تُعد نوعا من المواد المُستخدمة في غلاف التوابيت والمومياوات والأقنعة الجنائزية المصرية القديمة من الفترة الانتقالية الأولى إلى العصر الروماني.

يضُم قسم معارض أفريقيا: النوبة مجموعة من القطع الفنية والأثرية التي تُؤرخ لحضارة النوبة التي كانت مُزدهرة بالماضي في منطقة السودان الحديث. كان النوبيون أول مُجتمع حضري مُتعلم في أفريقيا جنوب الصحراء، وكانوا المنافسين الرئيسيين لمصر.
يضم معرض العصر البرونزي لبحر إيجة أكثر من 100 قطعة فنية وأثرية تُؤرخ لفترات عديدة من التاريخ القديم لبحر إيجة، على غرار الحقبة السيكلادية والحقبة المينوسية والفترة الموكيانية. يتراوح عمر القطع الأثرية بهذا القسم ما بين 3200 و700 قبل الميلاد، وتتألف من مجموعة متنوعة من القطع، والتي من بينها رأس رخامي لامرأة وقلادة زجاجية.
يحتوي معرض اليونان على مجموعة من 1500 قطعة أثرية تمتد عبر حقبة اليونان القديمة وحقبة اليونان الكلاسيكية وحقبة اليونان الهيلينستية. تشمل هذه المجموعة عدة قطع أثرية مثل تماثيل الآلهة والدروع ومجموعة من العملات المعدنية القديمة.

#### كندا
يُقدم معرض دافني كوكويل الكندي: الشعوب الأولى نظرة شاملة لتاريخ وثقافة الشعوب الأصلية في كندا. يحتوي المعرض على أكثر من 1000 قطعة أثرية تُساعد في التعرف على المظاهر الاقتصادية والاجتماعية التي أثرت على فنون سُكان كنذا الأصليين.
يضم مُتحف أونتاريو الملكي مجموعة كبيرة من الأعمال الفنية والتحف التي تُؤرخ لحضارة قبائل السكان الأصليين بمنطقة الساحل الشمالي الغربي لكندا، وقد جمعها القس الدكتور ريتشارد ويتفيلد لارج من منطقة بيلا بيلا [الإنجليزية] بمُقاطعة كولومبيا البريطانية، خلال الفترة من عام 1899 وحتى سنة 1906. تُعد المجموعة واحدة من أهم المجموعات التي تُؤرخ لحضارة قبائل الهايلتسوك، وذلك بسبب توثيقها الفريد، إلا أنه لم تُجرى عليها دراسة شاملة لحد الآن. كانت المجموعة موضوع كتاب "بيلا بيلا: موسم في فن الهايلتسوك"، كما كانت أيضًا جزءًا من معرض كاكسلايا غفيلاس، والذي نُظم بالتعاون مع قبائل الهايلتسوك [الإنجليزية] وجامعة كولومبيا البريطانية.

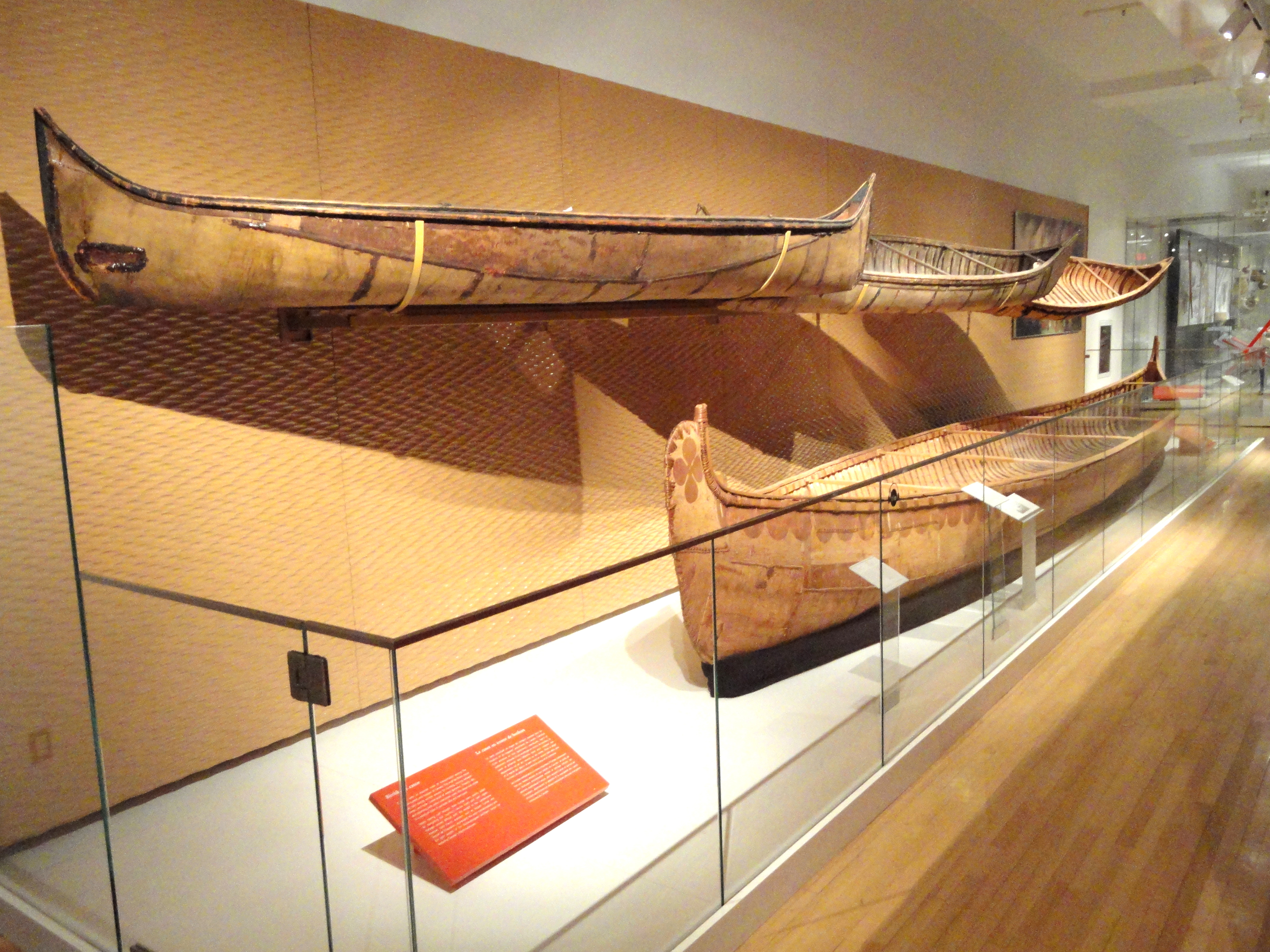
صورة لزوارق استخدمتها الأمم الأولى معروضة في معرض دافني كوكويل لكندا: الشعوب الأولى.

يوجد بالمعرض أيضًا عرض دوار لقطع فنية وأثرية من الفن المعاصر للسكان الأصليين، إضافة إلى منطقة مُخصصة لأعمال الفنان بول كاين، ومسرح مخصص لرواية القصص التقليدية. خارج هذا المعرض مُباشرة، يلتف الدرج المركزي لمبنى المتحف حول أعمدة نيسغا وهايدا ذات القمم [الإنجليزية].
يقع معرض سيغموند صامويل لكندا في جناح ويستون فاميلي، ويتألف من مجموعة من التذكارات الكندية القديمة والزخارف والمنحوتات والقطع الأثرية التاريخية، إلى جانب قطع فنية وأثرية أخرى. يحتوي المعرض على ما يقرب من 560 قطعة أثرية، تُغطي الفترة من الاستيطان الأوروبي المبكر إلى بداية العصر الصناعي الحديث. ينقسم المعرض إلى عدة أقسام بشكل يُمكن من عرض التراث الثقافي الفرنسي والبريطاني لكندا. من بين القطع الفنية البارزة المعروضة في هذا الجناح، نجد لوحة مقتل الجنرال وولف للرسام بنجامان ويست. أُغلق المعرض سنة 2022.

#### شرق آسيا
تنقسم المعارض المُخصصة للصين إلى أربعة أقسام رئيسية هي: معرض الأسقف الأبيض لفن المعبد الصيني [الإنجليزية] ، ومعرض جوي وتوبي تانينباوم الصيني، وقاعة عائلة ماثيوز للمنحوتات الصينية، ومعرض متحف أونتاريو الملكي للهندسة المعمارية الصينية.

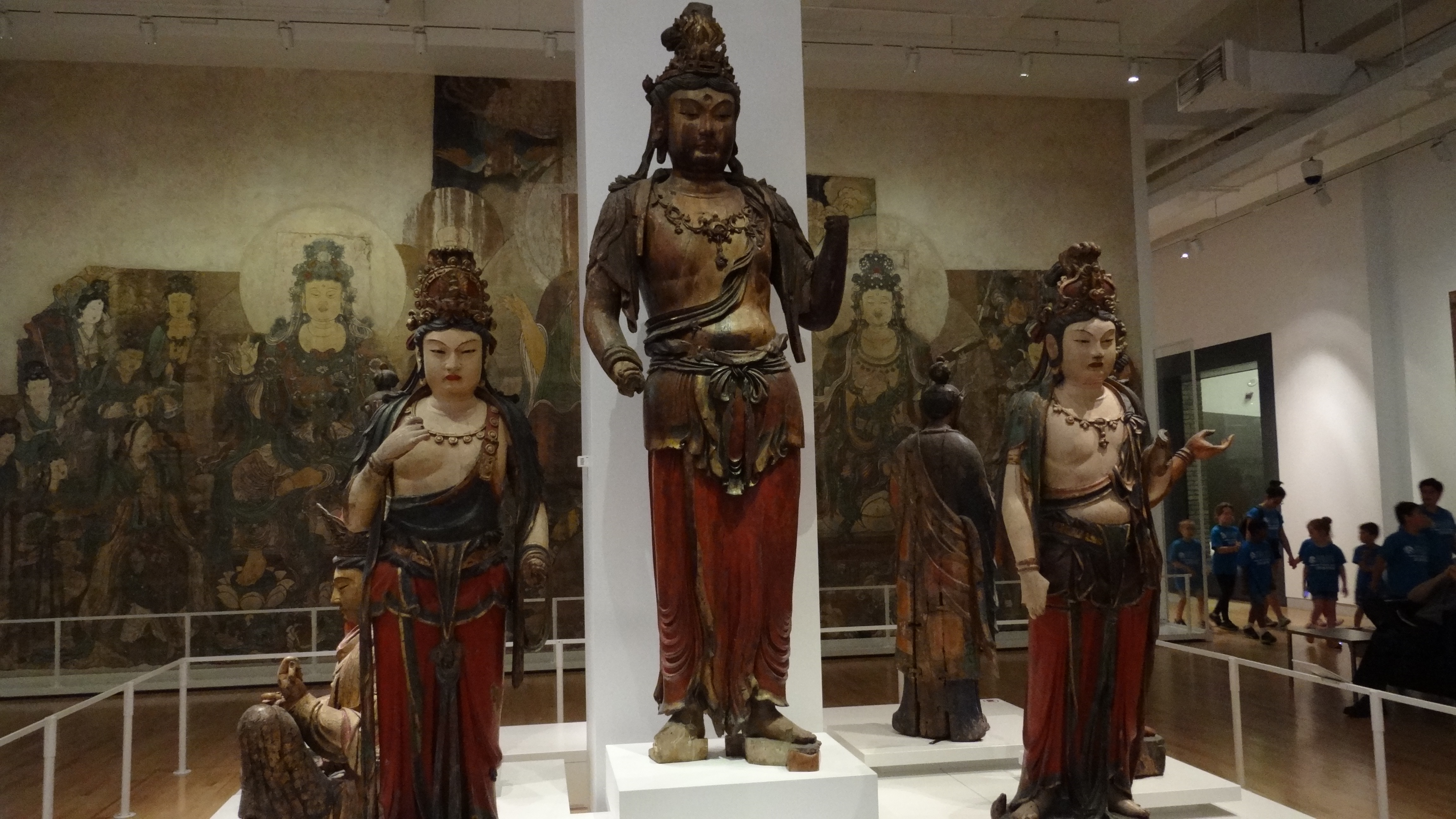
جانب من الأعمال المعروضة في معرض الأسقف الأبيض لفن المعبد الصيني.

يحتوي معرض الأسقف الأبيض لفن المعبد الصيني على ثلاثة من أفضل اللوحات الجدارية المحفوظة في العالم من عهد أسرة يوان (1271–1386 بعد الميلاد)، وأيضا على عدد من المنحوتات الخشبية التي تُصور مختلف أنواع المنحوتات البوديساتفية من القرن الثاني عشر وحتى القرن الخامس عشر. من بين اللوحات الجدارية الموجودة في هذا المعرض هناك لوحة التحية للقوة العليا [الإنجليزية]، وهي لوحة جدارية طاوية يرجع تاريخها إلى حوالي سنة 1300، إضافة إلى لوحة جنة مايتريا [الإنجليزية]، وهي لوحة جدارية أخرى لمعبد صيني رُسمت سنة 1298.
تضم قاعة عائلة ماثيوز للمنحوتات الصينية مجموعة متنوعة من المنحوتات التي تمتد على مدى 2000 عام من فن النحت الصيني. تُعرض أيضًا بالقاعة مجموعة من القطع الأثرية الصغيرة التي تُؤرخ لتطور الأديان في الصين من القرن الثالث وحتى القرن التاسع عشر الميلادي. يضم المعرض قطعا أثرية بارزة على غرار جرس معبد واي بين [الإنجليزية]، وهو جرس احتفالي صُنع عام 1518، والتمثالان المترافقان: كاشيابا وأناندا [الإنجليزية]، وهما تمثالان يرجعان لحقبة حُكم سلالة تانغ. يضم المعرض أيضًا إحدى منحوتات لوهانات ييزيان [الإنجليزية]، وهي منحوتة من الزجاج يعود تاريخها إلى القرن الحادي عشر الميلادي.
يتألف معرض جوي وتوبي تانينباوم الصيني من حوالي 2500 قطعة تغطي ما يقرب من 7000 عام من تاريخ الصين. ينقسم المعرض إلى خمسة أقسام رئيسية هي: معرض تي تي تسوي لعصور ما قبل التاريخ والعصر البرونزي، سلالات تشين وهان الحاكمة، معرض مايكل لو لممالك سوي وتانغ، ممالك سونغ ويوان والممالك الحدودية، وسلالات مينغ وتشينغ الحاكمة. يُركز كل قسم على فترة مختلفة من التاريخ الصيني، وتُعرض فيه عدة قطع وآثار فنية وتاريخية تُؤرخ لكُل حقبة من التاريخ على حدة.
يضم معرض متحف أونتاريو الملكي للهندسة المعمارية الصينية واحدة من أكبر مجموعات التحف المعمارية الصينية خارج الصين، وهو كذلك أول معرض للعمارة الصينية في أمريكا الشمالية. تشمل القطع الأثرية الموجودة في المعرض قبر الجنرال زو داشو [الإنجليزية]، ويتضمن هذا الأخير مجموعة متنوعة من القطع الأثرية ذات الصلة، بما في ذلك المذبح وتل الدفن والممر. يضُم المعرض أيضا مُجسما يُصور قاعة القصر الإمبراطوري [الإنجليزية] كالتي توجد في المدينة المحرمة في بكين، إضافة إلى مُجمع مقابر يرجع لفترة حُكم سلالة مينغ الحاكمة. كما يحتوي الجناح أيضا على لوحات منقوشة بحبر من حقبة سلالة مينغ كانت موجودة بجوار كنيس يهودي في كايفنغ في مقاطعة هينان الصينية.

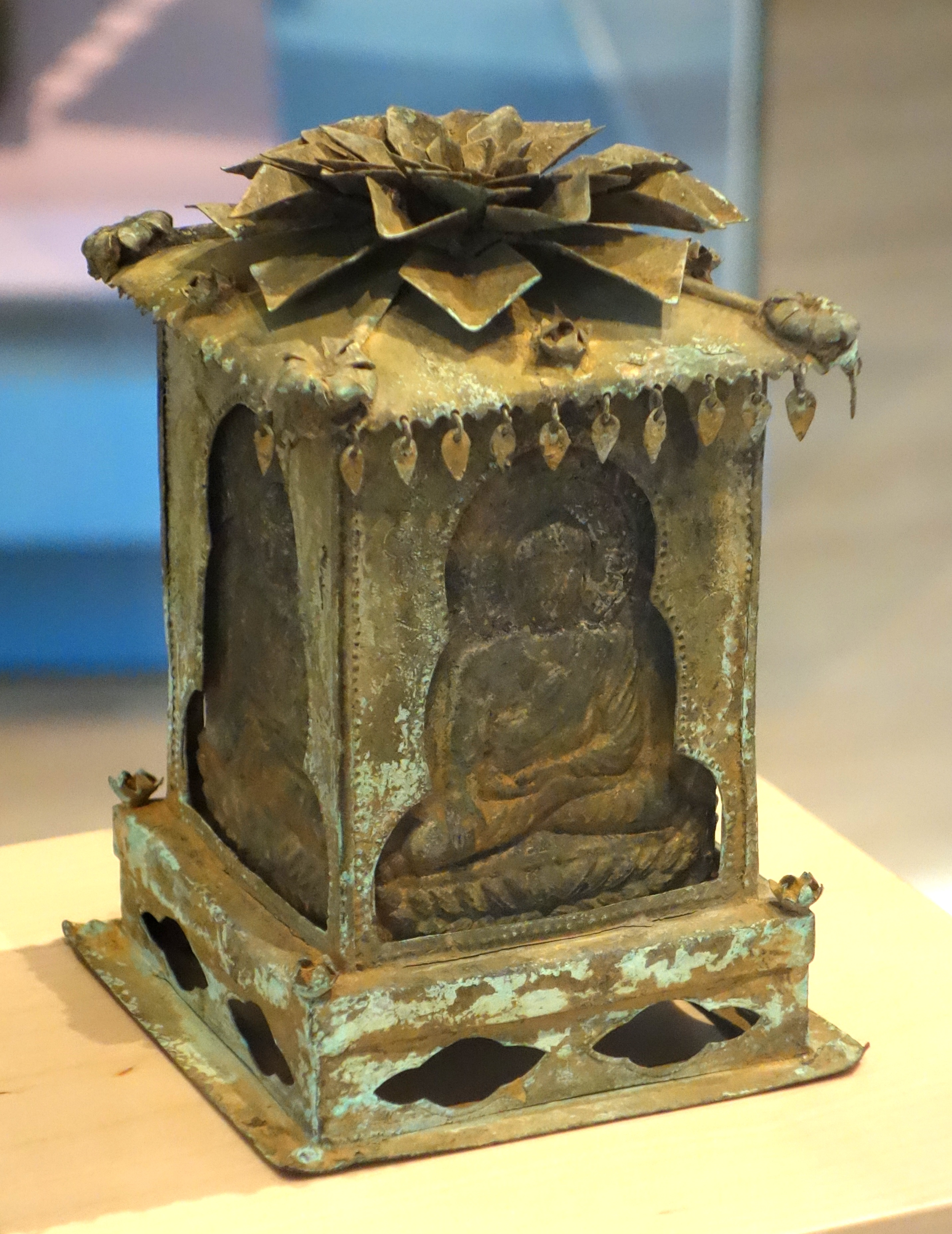
صورة لقطعة تُدعى ساريرا معروضة ضمن معرض كوريا.

يُعد معرض كوريا المعرض الدائم الوحيد للفن الكوري في كندا، وتُعرض فيه ما يقرب من 260 قطعة يرجع أصلها إلى شبه الجزيرة الكورية. تشمل قائمة المعروضات بهذا القسم من المتحف أثاثا وزخارف وأعمالا معدنية ومطبوعات ولوحات فنية وغيرها، تُغطي في مُجملها الفترة من القرن الثالث وحتى القرن 20 الميلادي من التاريخ والثقافة الكورية. صُور تأثير البوذية على الثقافة الكورية بتمثالين، الأول هو قطعة ساريرا [الإنجليزية]، والتي أُنتجت في الهند وصُنعت لتكريم بقايا بوذا أو أحد كبار الرهبان، بينما التمثال الثاني هُو لحارس مقبرة.
يحتضن معرض هيرمان هيرتسوغ ليفي غالبية المعارض الشرق آسيوية التي تُنظم داخل المتحف. كانت لوحة بورتريه أوف نامجار [الإنجليزية] معروضة سابقًا في المعرض، لكنها أُزيلت لاحقًا ونُقلت إلى مستودعات تخزين القطع غير المعروضة الخاصة بالمتحف.
كان المتحف سابقًا يحتضن معرض الأمير تاكامادو للتراث الياباني، والذي كان يضم أكبر مجموعة من الأعمال الفنية اليابانية في كندا، والتي من بينها عرض دوار لرسومات مرسومة بطريقة الأوكييو-إي ومجموعة الشاي الرئيسية الوحيدة في أمريكا الشمالية. كان ضمن القطع الفنية البارزة المعروضة في هذا المعرض أيضا لوحة طباعة مروحة مع راقصين بوغاكو [الإنجليزية] ومنحوتة الوحدة 88-9 [الإنجليزية]. كان المعرض مُقسما إلى عدد من الأقسام المختلفة هي: معرض تويوتا كندا، ومعرض رسومات الأوكييو-إي، ومعرض سوني للرسم، ومعرض شركة كانون كندا، ومعرض الساموراي، ومعرض ميتسوي لمنتجات الشاي، ومعرض مابل ليف فودز للسيراميك، ومعرض شركة لينامار للسيراميك. سُمي المعرض بهذا الاسم تكريما للأمير الياباني تاكامادو (المعروف أيضًا باسم نوريهيتو)، والذي قضى عدة سنوات يدرس في جامعة كوينز في كينغستون.

#### أوروبا

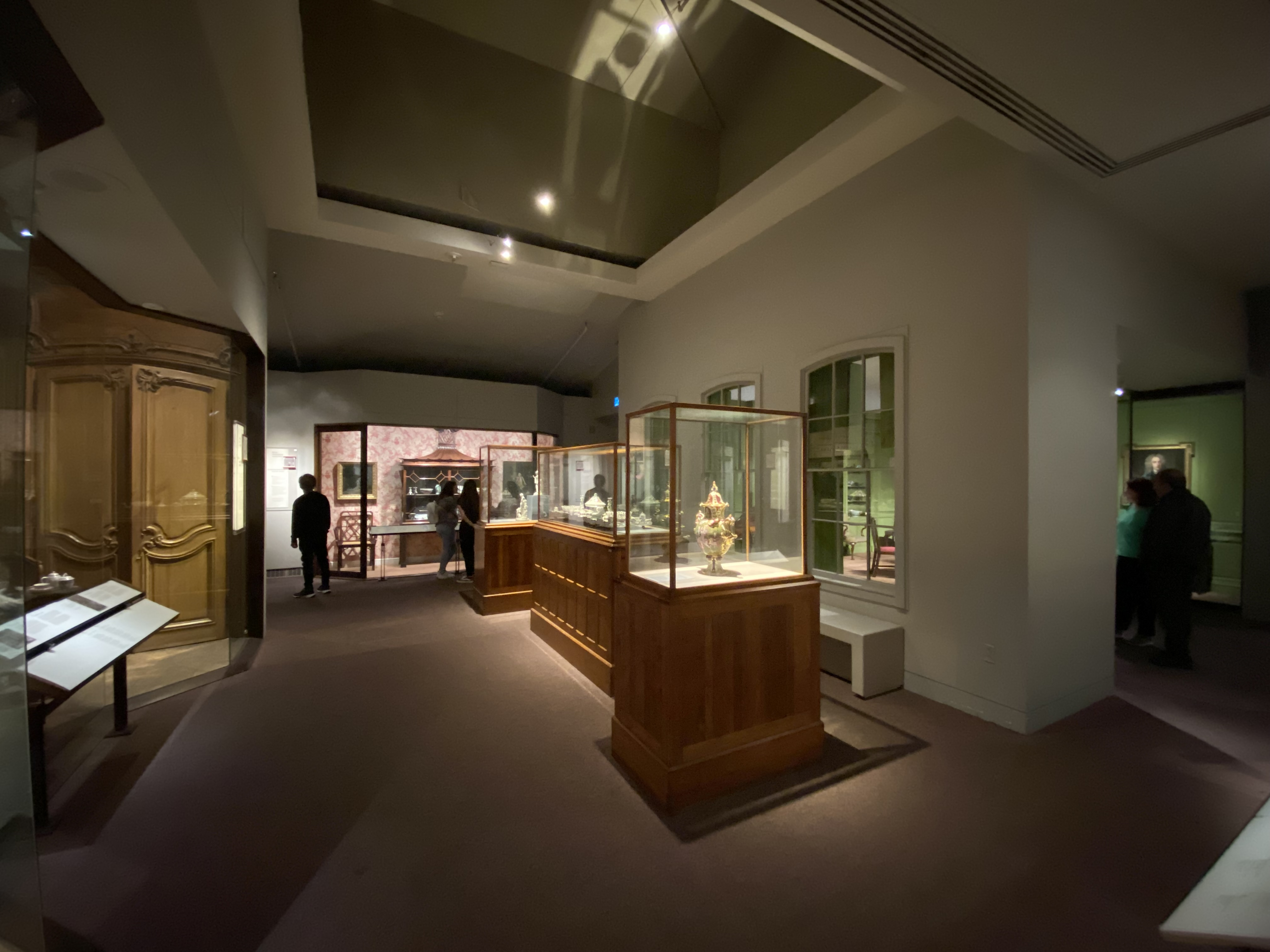
جانب من معرض صامويل للتراث الأوروبي

يتألف معرض صامويل للتراث الأوروبي من حوالي 4600 قطعة فنية وأثرية، تُؤرخ لتطور الفنون الزخرفية والفنون الأخرى في أوروبا من فترة العصور الوسطى وحتى القرن العشرين. تُصور أجنحة المعرض التطور الذي طرأ على الفنون الزخرفية في أوروبا الوسطى والغربية، وأيضا التغييرات في الأسلوب التي حصلت لهذه الفنون خلال فترات عصر النهضة والفترة الباروكية وعصر الروكوكو وظهور الحركة النيوكلاسيكية والحقبة الفيكتورية. تتألف معروضات المعرض أيضا من أنواع مختلف من المنحوتات والزخارف والأسلحة والدروع. من بين أبرز المعروضات بالمعرض هُناك درع إيرل بيمبروك [الإنجليزية]، وهي درع يعود تاريخها إلى الفترة من 1550 وحتى 1570، صُنعت خصيصا لويليام هيربرت إيرل بيمبروك الأول [الإنجليزية]. إضافة إلى طاسة أوثو نسبة إلى الإمبراطور الروماني ماركوس أوثو، والتي تُعد واحدة من 12 طاسة تُشكل مجموعة طاسات الألدوبرانديني [الإنجليزية]، وهي مجموعة من أكواب ترجع لفترة عصر النهضة سُمي كُل واحد منها باسم أول 12 إمبراطورًا رومانيًا ذُكروا في كتاب القياصرة الاثنى عشر.

#### الشرق الأوسط

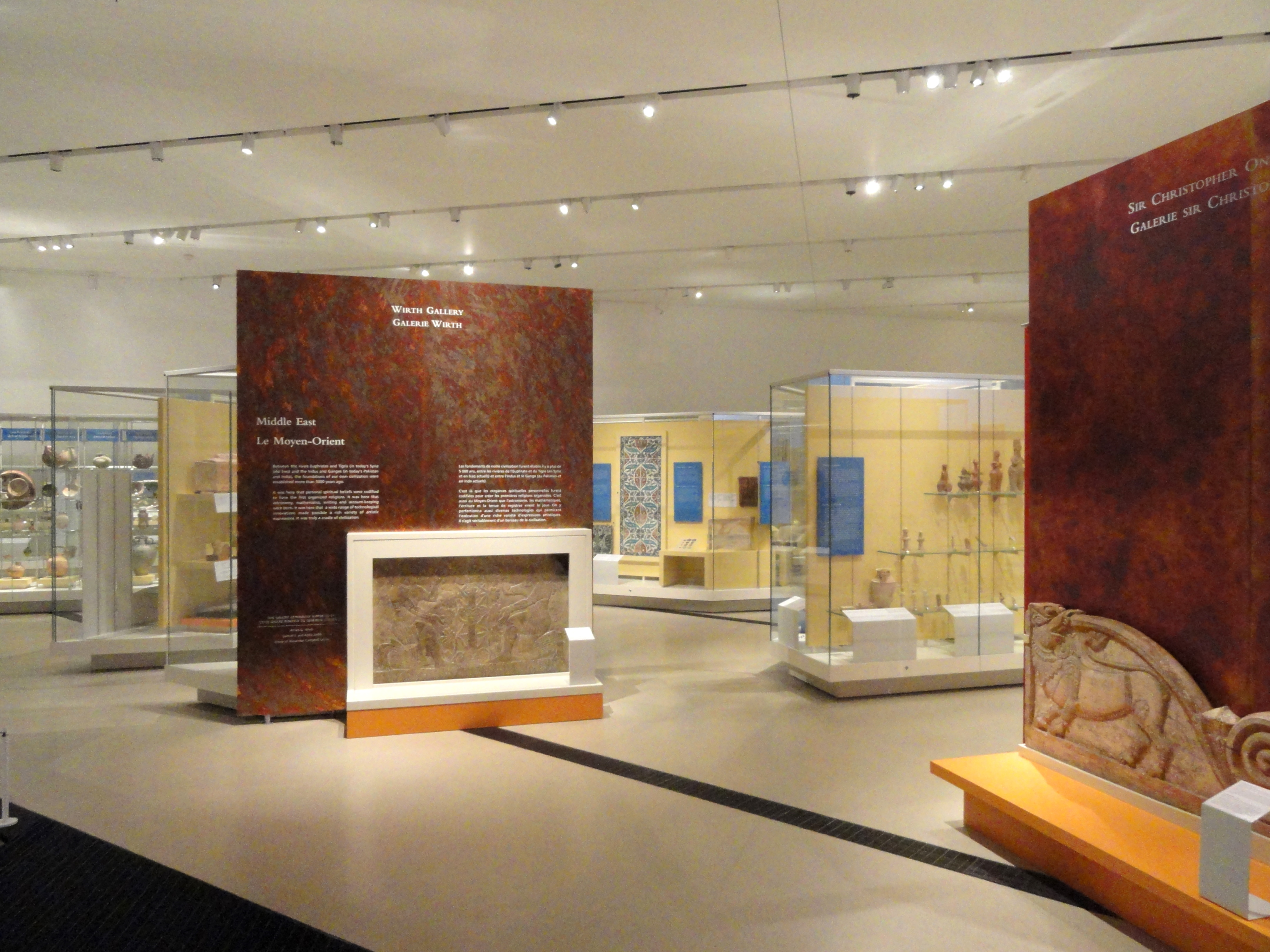
اليستكشف معرض ويرث للشرق الأوسط حضارات من العصر الحجري القديم حتى عام 1900 م وجدت داخل الهلال الخصيب.

تشمل معروضات معرض ويرث للشرق الأوسط حضارات المنطقة من العصر الحجري القديم وحتى عام 1900، حيث يشمل المعرض بقايا وقطعا أثرية جُمعت من الهلال الخصيب، والذي يمتد من شرق البحر الأبيض المتوسط وبلاد فارس (إيران حاليا) وبلاد ما بين النهرين (العراق حاليا) إلى شبه الجزيرة العربية والشام (لبنان). يتألف المعرض من أكثر من 1000 قطعة أثرية تتعلق بالكتابة والتقنيات والروحانيات والحياة اليومية والحروب خلال حقبة حضارات السومريين والأكاديين والبابليين والآشوريين. تشهد المعروضات في جميع أنحاء المعرض لحضارات بلاد ما بين النهرين، والتي حققت تقدمًا كبيرًا في مجالات الكتابة والرياضيات والقانون والطب والدين. تشمل القطع المعروضة في معرض ويرث للشرق الأوسط جماجم بشرية مُلصقة صُنعت في بلاد الشام من حوالي 8000 سنة قبل الميلاد. تتواجد في المعرض كذلك جدارية الأسد المُمدد [الإنجليزية]، وهي نقش على الحائط من غرفة العرش في قصر الملك نبوخذ نصر الثاني في بابل.

## الولوج
تُتيح إدارة المتحف الولوج لمجموعة واسعة من المُجتمعات.

### الخدمات

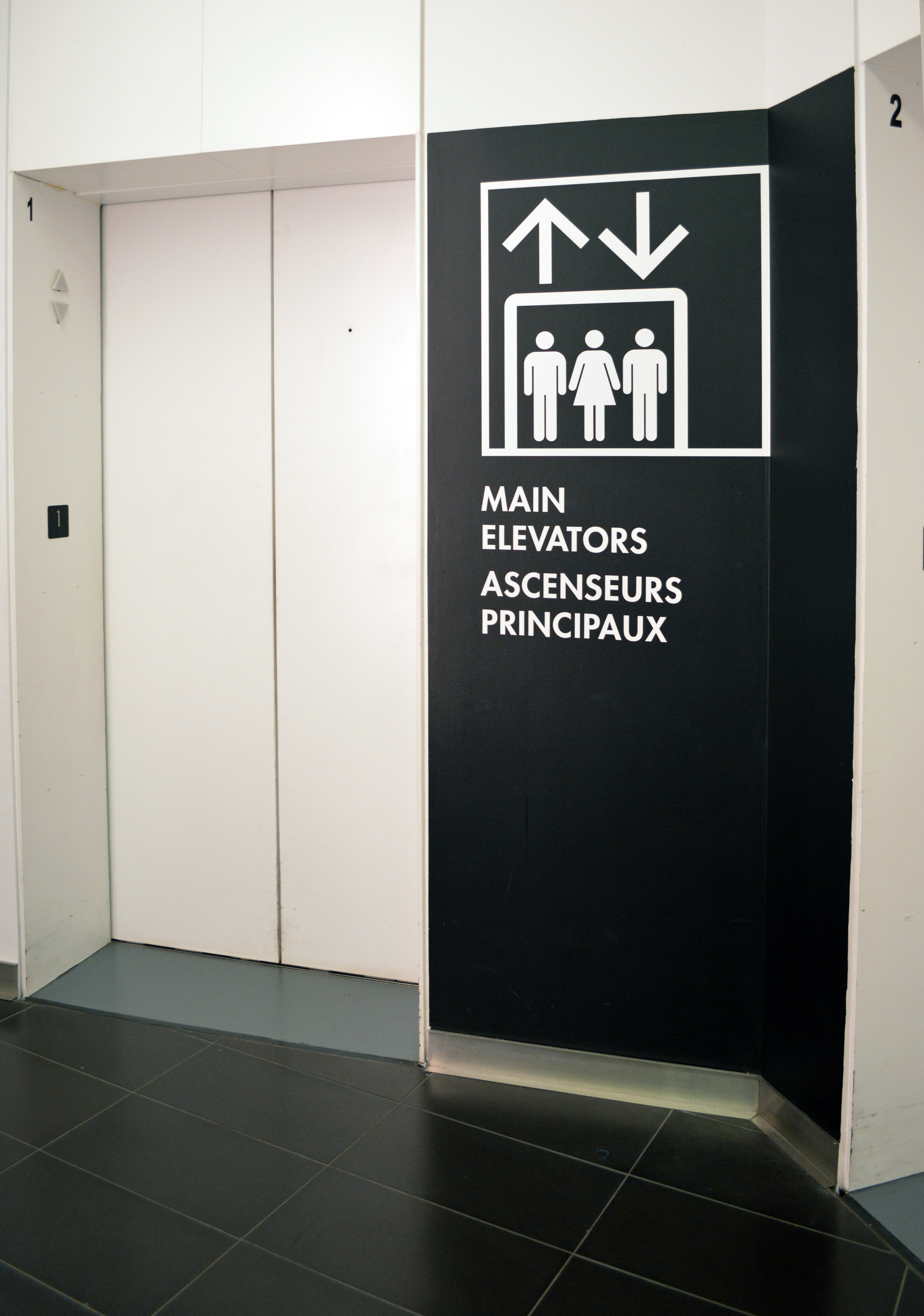
مصعد داخل المتحف عليه لافتات إرشادية باللغتين الإنجليزية والفرنسية.

يُقدم المتحف برامجه وخدماته باللغتين الإنجليزية والفرنسية. ويشمل ذلك ما يلي:
- جولات لمسية.[136]
- برنامج صوتي يُقدم جميع الشروحات والمعلومات لفائدة الزوار المكفوفين أو ضعاف البصر.
- كُتب لمسية على طريقة بريل ورسومات خطية بارزة وطباعة كبيرة وصور ملونة.
- لوحات إرشادية تُوضح كافة مرافق المتحف.[136]
- دلائل إرشادات.
- منشورات لكُل معرض على حدة.
- مُترجمين.
- مُترجمين مُتخصصين في لغة الإشارة الأمريكية.
- بودكاستات فيديو بلغة الإشارة الأمريكية.
- شاشات تفاعلية.
- نظام حلقة السمع.
- تقنية الاتصال أوبيدو (Ubi-Duo)، والتي تتيح التواصل المباشر بين الزائر الصم وموظفي المتحف.

### شبكة الوصول المجتمعي لمتحف أونتاريو الملكي
في 2008، أُنشئت شبكة الوصول المجتمعي لمتحف أونتاريو الملكي بهدف جعل الولوج للمتحف سهلا ومفتوحا أمام مجموعة متنوعة من المُجتمعات. تُوفر الشبكة تذاكر دخول مجانية عامة للمجتمعات وللمنظمات الخيرية، يُقدر عددها أحيانا بالآلاف سنويا. تُحاول الشبكة من خلال أنشطتها ومبادراتها إلى إزالة الحواجز التي قد تحول بين هذه المجتمعات وبين زيارة المتحف. منذ 2008، تطورت الشبكة إلى مبادرة مجتمعية أكبر تسعى إلى تمكين وفتح برامج جديدة للتعلم أمام الزوار والمُنظمات. يتمثل الهدف الرئيسي للشبكة في منح المتحف القدرة على التفاعل والمشاركة وإلهام مجموعة أكبر من الزوار من خلال محاولة تذويب الحواجز الاقتصادية والاجتماعية. تشمل قائمة شركاء الشبكة منظمة يونايتد واي [الإنجليزية] وجمعية نوادي الفتيان والفتيات في كندا [الإنجليزية] ومستشفى تورنتو للأطفال المرضى [الإنجليزية] ومركز الإدمان والصحة العقلية [الإنجليزية].

## في الثقافة الشعبية
جرت أحداث رواية حساب الله [الإنجليزية] لكاتب الخيال العلمي الكندي روبرت سوير في المتحف، وقد تلقت الرواية سنة 2001 ترشيحات لجوائز هوغو وجوائز جون كامبل [الإنجليزية]. في رواية "باغز بوتر تعيش في نيكانيني" (بالإنجليزية: Bugs Potter Live at Nickaninny)‏ للكاتب غوردون كورمان [الإنجليزية]، كانت إحدى الشخصيات الأساسية التي تبحث عن قبيلة ناكاميشي المفقودة من متحف تورنتو الملكي. يدور جُزء كبير من أحداث رواية الحياة قبل البشر " للكاتبة الكندية مارغريت أتوود في المتحف كذلك، حيث أن 3 من الشخصيات الرئيسية الأربعة في الرواية يعملون هناك. وُصفت مرافق المتحف في الرواية بتفاصيل دقيقة، بما في ذلك معرض الديناصورات ومعروضاته. وصلت الرواية لنهائيات جوائز الحاكم العام لسنة 1979 [الإنجليزية].
ظهر المتحف كذلك في عدة برامج تلفزيونية، على غرار حلقة "الديناصورات" من الموسم الأول من المسلسل التلفزيوني الأمريكي الكندي للأطفال زوبومافو [الإنجليزية]، حيث تمت دعوة الأخوين كرات [الإنجليزية] (كريس ومارتن) خلال الحلقة لمُشاهدة عظام الديناصورات في المتحف. ظهر المُتحف أيضا في حلقة من الموسم الثالث من مسلسل فلاش بوينت، وحلقة "The Old Switcheroo" من الموسم الثاني من مسلسل ألغاز فرانكي درايك [الإنجليزية]. ظهر الهيكل البلوري للمتحف في الحلقة التجريبية لمسلسل الخيال العلمي فرينج باعتباره مقر للشركة، كما صُور المتحف في حلقة شيزاكانا من الموسم الثاني من مسلسل هانيبال.

## وصلات خارجية
- الموقع الرسمي